# Melodifestivalen (2024)
A 2024-es Melodifestivalen egy hatrészes svéd zenei verseny volt, melynek keretén belül a nézők és a nemzetközi, szakmai zsűrik kiválasztották, hogy ki képviselje Svédországot a 2024-es Eurovíziós Dalfesztiválon, Malmőben. A 2024-es Melodifestivalen a hatvanhetedik svéd nemzeti döntő volt.
Az élő műsorsorozatban ezúttal harminc dal versenyzett az Eurovíziós Dalfesztiválra való kijutásért. A sorozat kétfordulós volt; hat élő adásból áll a következők szerint: öt elődöntő, egy vigaszágas szavazás a döntőt megelőzően az ötödik elődöntő végén és a döntő. Elődöntőnként hat-hat előadó lépett fel. Az elődöntők első két helyezettjei a döntőbe, a harmadik és negyedik helyezettek a vigaszágra jutottak tovább. A vigaszágon a két legtöbb szavazatot összegyűjtött dal jutott tovább a döntőbe, ahol így tizenketten versenyeztek. Az elődöntőben csak a nézői applikációs, illetve telefonos szavazatok alapján kerültek ki a továbbjutók. A döntőben a nézők és a nemzetközi szakmai zsűrik szavazatai alakították ki a végeredményt.

## Helyszínek
A nemzeti válogató helyszíneit 2023. szeptember 20-án jelentették be.
| Forduló           | Dátum             | Város      | Helyszín       | Műsorvezető |
| ----------------- | ----------------- | ---------- | -------------- | ----------- |
| Első elődöntő     | 2024. február 3.  | Malmö      | Malmö Aréna    | Carina Berg |
| Második elődöntő  | 2024. február 10. | Göteborg   | Scandinavium   | Carina Berg |
| Harmadik elődöntő | 2024. február 17. | Växjö      | Vida Arena     | Carina Berg |
| Negyedik elődöntő | 2024. február 24. | Eskilstuna | Volvo CE Arena | Carina Berg |
| Ötödik elődöntő   | 2024. március 2.  | Karlstad   | Löfbergs Arena | Carina Berg |
| Döntő             | 2024. március 9.  | Stockholm  | Friends Arena  | Carina Berg |

## Műsorvezető
A válogatóműsor műsorvezetőjét 2024. január 12-én jelentette be az SVT. A feladatot ezúttal Carina Berg látta el.

## A versenyszabályok változása
2024-től a négy helyett öt elődöntőt rendeznek, ahol hét helyett hat dal vesz részt adásonként. A második esély fordulót nem rendezik meg külön műsorként, az ötödik elődöntőt követően lehet majd a döntőbe továbbjuttatni még két dalt.

## Résztvevők
A résztvevőket és dalok címét 2023. december 1-jén jelentették be egy sajtótájékoztató keretein belül. Ezt követően, a fellépési sorrendet 2024. január 9-én hozták nyilvánosságra.
| Előadó             | Dal                                | Nyelv | Szerző(k) |
| ------------------ | ---------------------------------- | ----- | --- |
| Adam Woods         | Supernatural                       | angol | Adam Woods Calle Hellberg Jonna Hall William Segerdahl                                                                       |
| Albin Tingwall     | Done Getting Over You              | angol | Jimmy "Joker" Thörnfeldt Joy Deb Linnea Deb                                                                                  |
| Annika Wickihalder | Light                              | angol | Annika Wickihalder Herman Gardarfve Linnea Gawell Patrik Jean                                                                |
| Cazzi Opeia        | Give My Heart a Break              | angol | Ellen Berg Jimmy Jansson Moa Carlebecker Thomas G:son                                                                        |
| Chelsea Muco       | Controlla                          | angol | Anderz Wrethov Chelsea Muco Elsa Carmona Oljelund Fernand MP Karl Flyckt Pa Modou                                            |
| C-Joe              | Ahumma                             | angol | Charles Koroma Diana Kambugu Michael Didriksson Palle Hammarlund Tony Malm Twice Ice                                         |
| Clara Klingenström | Aldrig mer                         | svéd  | Bobby Ljunggren Clara Klingenström David Lindgren Zacharias                                                                  |
| Danny Saucedo      | Happy That You Found Me            | angol | Kristoffer Fogelmark John Martin Michel Zitron                                                                               |
| Dear Sara          | The Silence After You              | angol | Benjamin Rosenbohm Jonas Thander Marcus Winther-John Sara Nutti                                                              |
| Dotter             | It's Not Easy to Write a Love Song | angol | Dino Medanhodžić Johanna Jansson                                                                                             |
| Elecktra           | Banne maj                          | svéd  | Anderz Wrethov Elin Wrethov Jonny Werner Robin Werner                                                                        |
| Elisa Lindström    | Forever Yours                      | angol | Elisa Lindström Erik Bernholm Henric Axelsson Henrik Sethsson Thomas G:son                                                   |
| Engmans Kapell     | Norrland                           | svéd  | Larry Forsberg Lennart Wastesson Sven-Inge Sjöberg                                                                           |
| Fröken Snusk       | Unga och fria                      | svéd  | Fröken Snusk Sara Ryan |
| Gunilla Persson    | I Won't Shake (La La Gunilla)      | angol | Fredrik Andersson |
| Jacqline           | Effortless                         | angol | Dino Medanhodžić Jacqline Mossberg Mounkassa Jimmy Jansson Moa Carlebecker Thomas G:son                                      |
| Jay Smith          | Back to My Roots                   | angol | Jay Smith Jonas Jurström Jonathan Keyes Maria Jane Smith Victor Thell                                                        |
| Kim Cesarion       | Take My Breath Away                | angol | Albin Johnsén Christoffer Johansson Kim Cesarion Mattias Andréasson William Segerdahl                                        |
| Klaudy             | För dig                            | svéd  | William Schenberg Åke Olofsson                                                                                               |
| Lasse Stefanz      | En sång om sommaren                | svéd  | Anders Wigelius Anderz Wrethov Robert Norberg                                                                                |
| Lia Larsson        | 30 km/h                            | svéd  | Axel Schylström Jimmy Jansson Lia Larsson My Söderholm Thomas G:son                                                          |
| Liamoo             | Dragon                             | angol | Anderz Wrethov Jimmy "Joker" Thörnfeldt Julie "Kill J" Aagaard Liamoo                                                        |
| Lisa Ajax          | Awful Liar                         | angol | David Lindgren Zacharias Sebastian Atas Victor Crone Victor Sjöström                                                         |
| Marcus & Martinus  | Unforgettable                      | angol | Jimmy "Joker" Thörnfeldt Joy Deb Linnea Deb Marcus Gunnarsen Martinus Gunnarsen                                              |
| Maria Sur          | When I'm Gone                      | angol | Anderz Wrethov Jimmy "Joker" Thörnfeldt Julie "Kill J" Aagaard Maria Sur                                                     |
| Medina             | Qué será                           | svéd  | Ali Jammali Anderz Wrethov Jimmy "Joker" Thörnfeldt Sami Rekik                                                               |
| Melina Borglowe    | Min melodi                         | svéd  | Andreas Mattsson Melina Borglowe Thomas G:son                                                                                |
| Samir & Viktor     | Hela världen väntar                | svéd  | David Kreuger Fredrik Kempe Niklas Carson Matsson                                                                            |
| Scarlet            | Circus X                           | angol | Emil Behmer Henric Pierroff Ian-Paolo Lira Jessica Rachel Chertock Scarlet Simon Boustedt Staffan Amberlind Thirsty          |
| Smash Into Pieces  | Heroes Are Calling                 | angol | Andreas "Giri" Lindbergh Benjamin Jennebo Chris Adam Hedman Sörbye Jimmy "Joker" Thörnfeldt Joy Deb Linnea Deb Per Bergquist |

## Élő műsorsorozat

### Első elődöntő
Az első elődöntőt február 3-án rendezte az SVT hat előadó részvételével Mamőben, a Malmö Arénában.
| #  | Előadó            | Dal                 | 1. forduló | 2. forduló                                | 2. forduló                                | 2. forduló                                | 2. forduló                                | 2. forduló                                | 2. forduló                                | 2. forduló                                | 2. forduló                                | 2. forduló                                | Helyezés | Eredmény          |
| #  | Előadó            | Dal                 | Szavazat   | 3–9                                       | 10–15                                     | 16–29                                     | 30–44                                     | 45–59                                     | 60–74                                     | 75+                                       | Telefon                                   | Pontszám                                  | Helyezés | Eredmény          |
| -- | ----------------- | ------------------- | ---------- | ----------------------------------------- | ----------------------------------------- | ----------------------------------------- | ----------------------------------------- | ----------------------------------------- | ----------------------------------------- | ----------------------------------------- | ----------------------------------------- | ----------------------------------------- | -------- | ----------------- |
| 01 | Adam Woods        | Supernatural        | 897 010    | 12                                        | 10                                        | 10                                        | 10                                        | 8                                         | 8                                         | 5                                         | 3                                         | 66                                        | 4.       | Versenyben maradt |
| 02 | Samir & Viktor    | Hela världen väntar | 805 045    | 10                                        | 8                                         | 8                                         | 5                                         | 5                                         | 5                                         | 8                                         | 8                                         | 57                                        | 5.       | Kiesett           |
| 03 | Melina Borglowe   | Min melodi          | 441 839    | 3                                         | 3                                         | 3                                         | 3                                         | 3                                         | 3                                         | 3                                         | 5                                         | 26                                        | 6.       | Kiesett           |
| 04 | Elisa Lindström   | Forever Yours       | 757 042    | 5                                         | 5                                         | 5                                         | 8                                         | 10                                        | 12                                        | 12                                        | 12                                        | 69                                        | 3.       | Versenyben maradt |
| 05 | Lisa Ajax         | Awful Liar          | 1 146 470  | 8                                         | 12                                        | 12                                        | 12                                        | 12                                        | 10                                        | 10                                        | 10                                        | 86                                        | 2.       | Továbbjutott      |
| 06 | Smash Into Pieces | Heroes Are Calling  | 1 287 107  | Továbbjutott a szavazás első fordulójából | Továbbjutott a szavazás első fordulójából | Továbbjutott a szavazás első fordulójából | Továbbjutott a szavazás első fordulójából | Továbbjutott a szavazás első fordulójából | Továbbjutott a szavazás első fordulójából | Továbbjutott a szavazás első fordulójából | Továbbjutott a szavazás első fordulójából | Továbbjutott a szavazás első fordulójából | 1.       | Továbbjutott      |

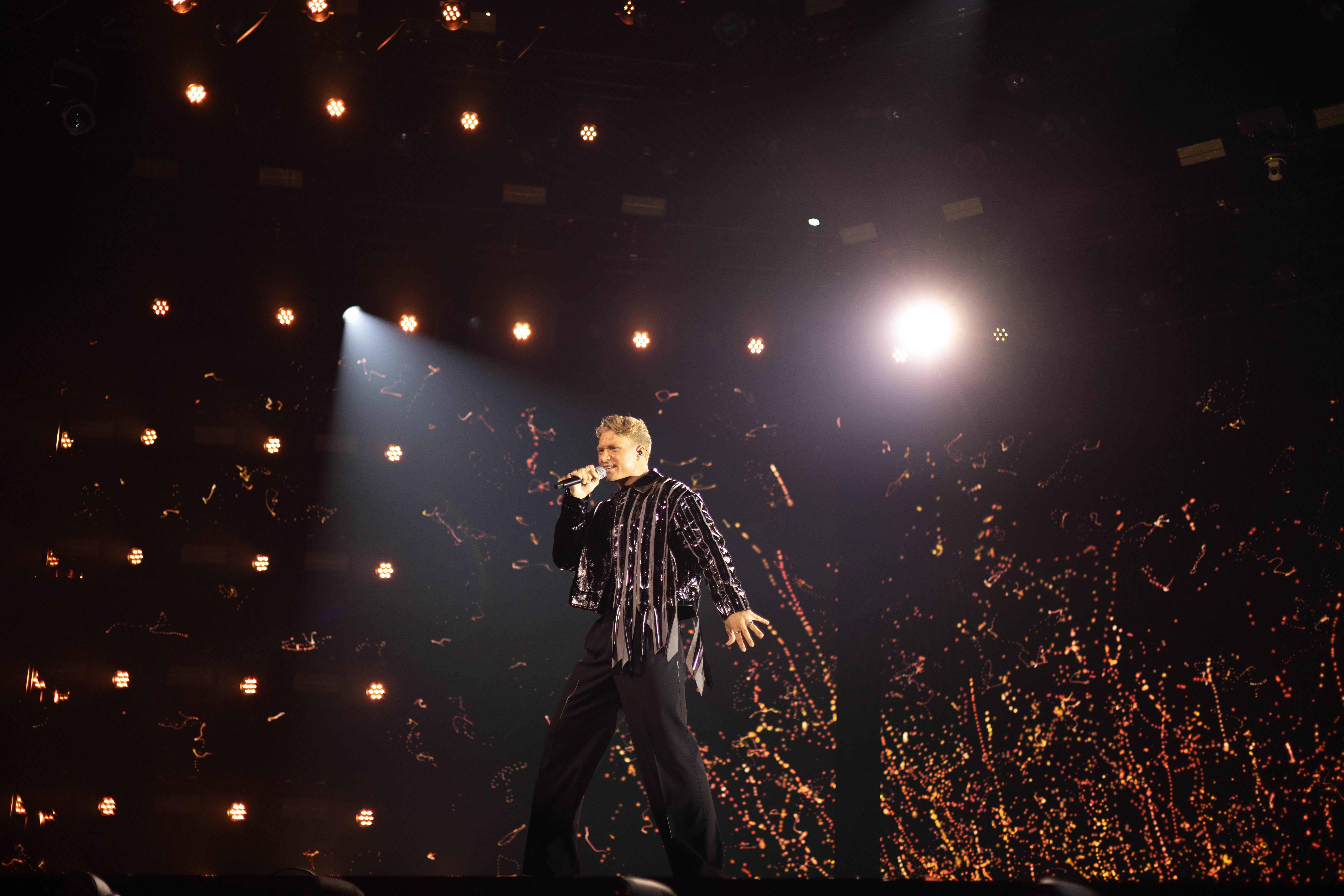
Adam Woods
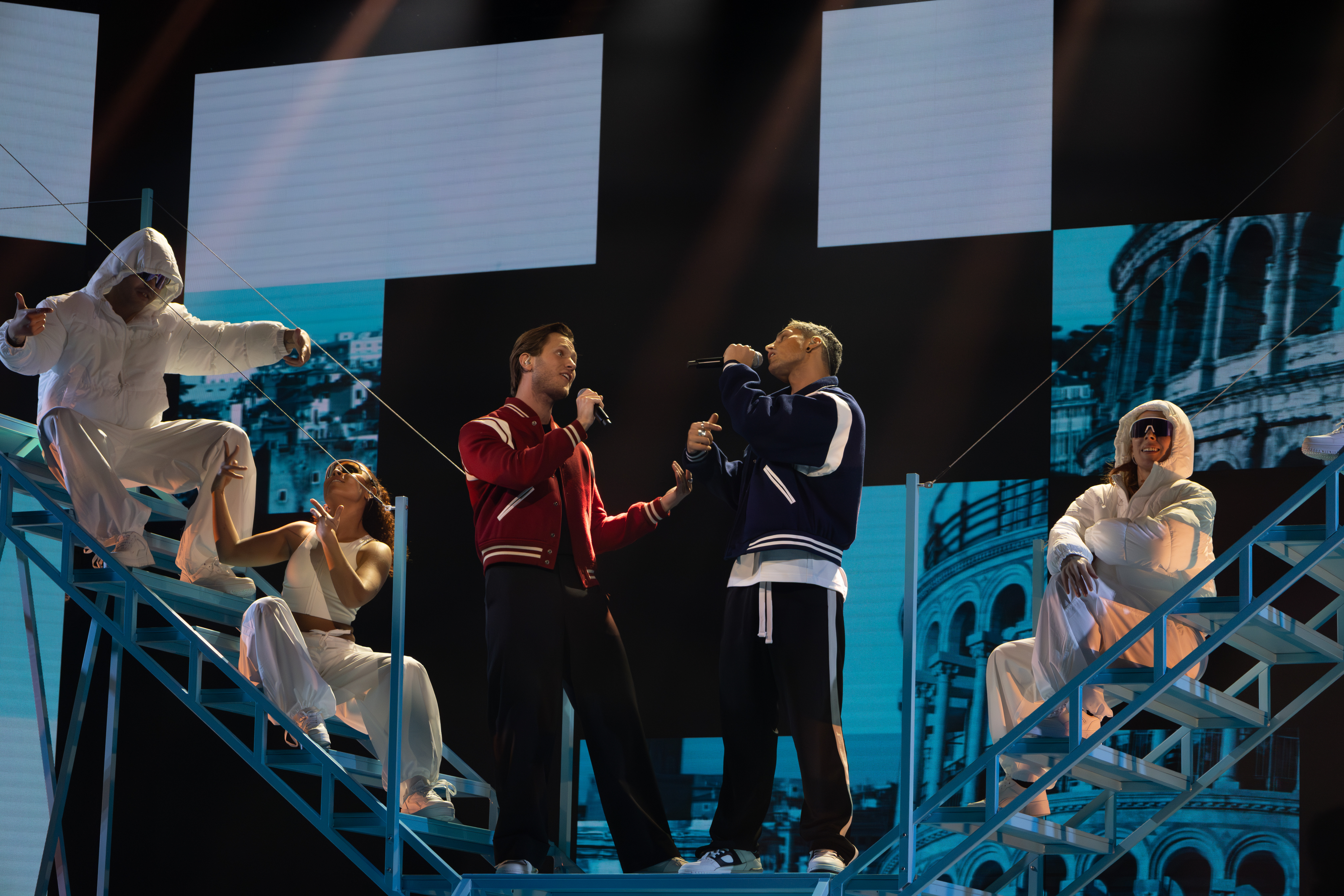
Samir & Viktor
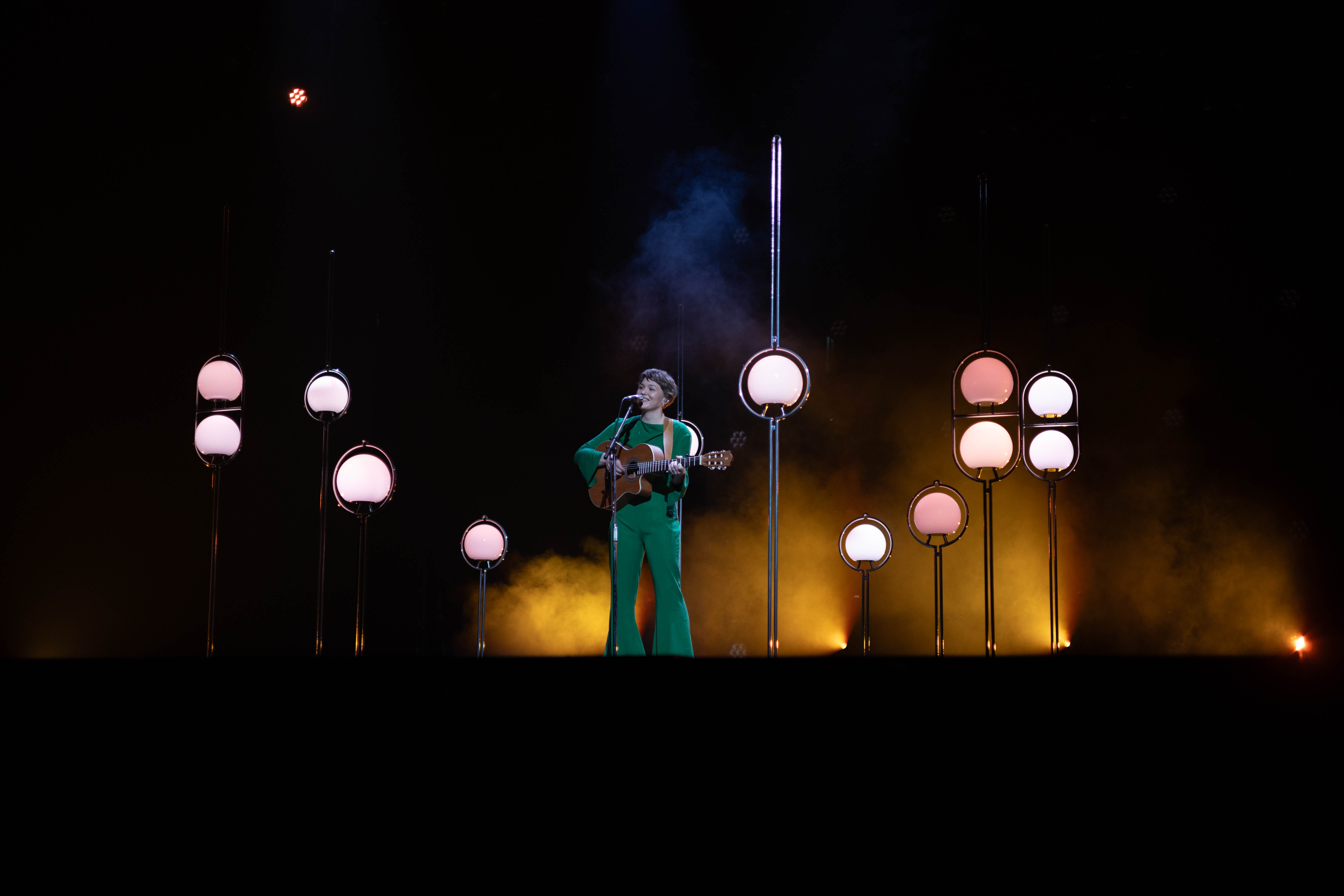
Melina Borglowe
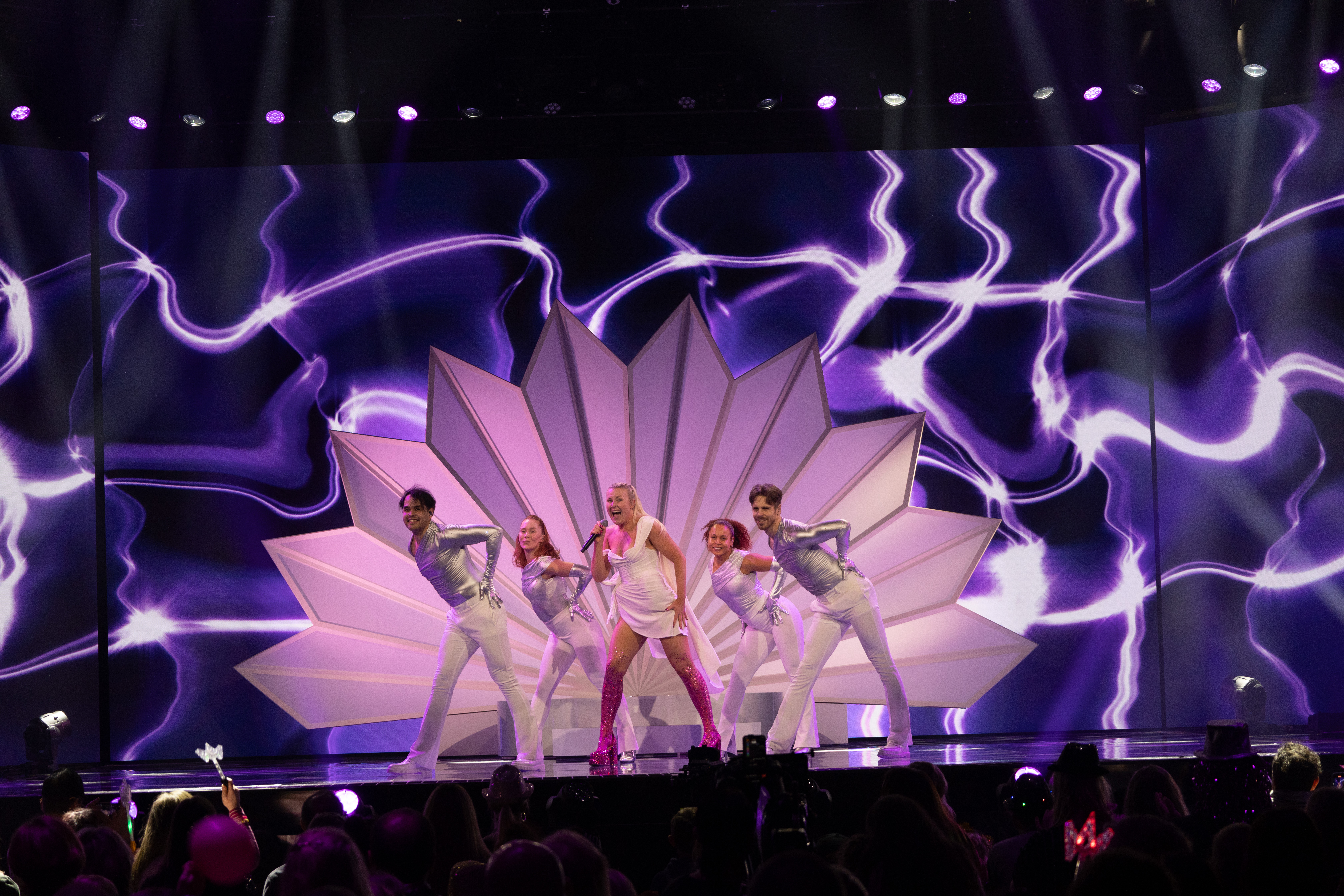
Elisa Lindström
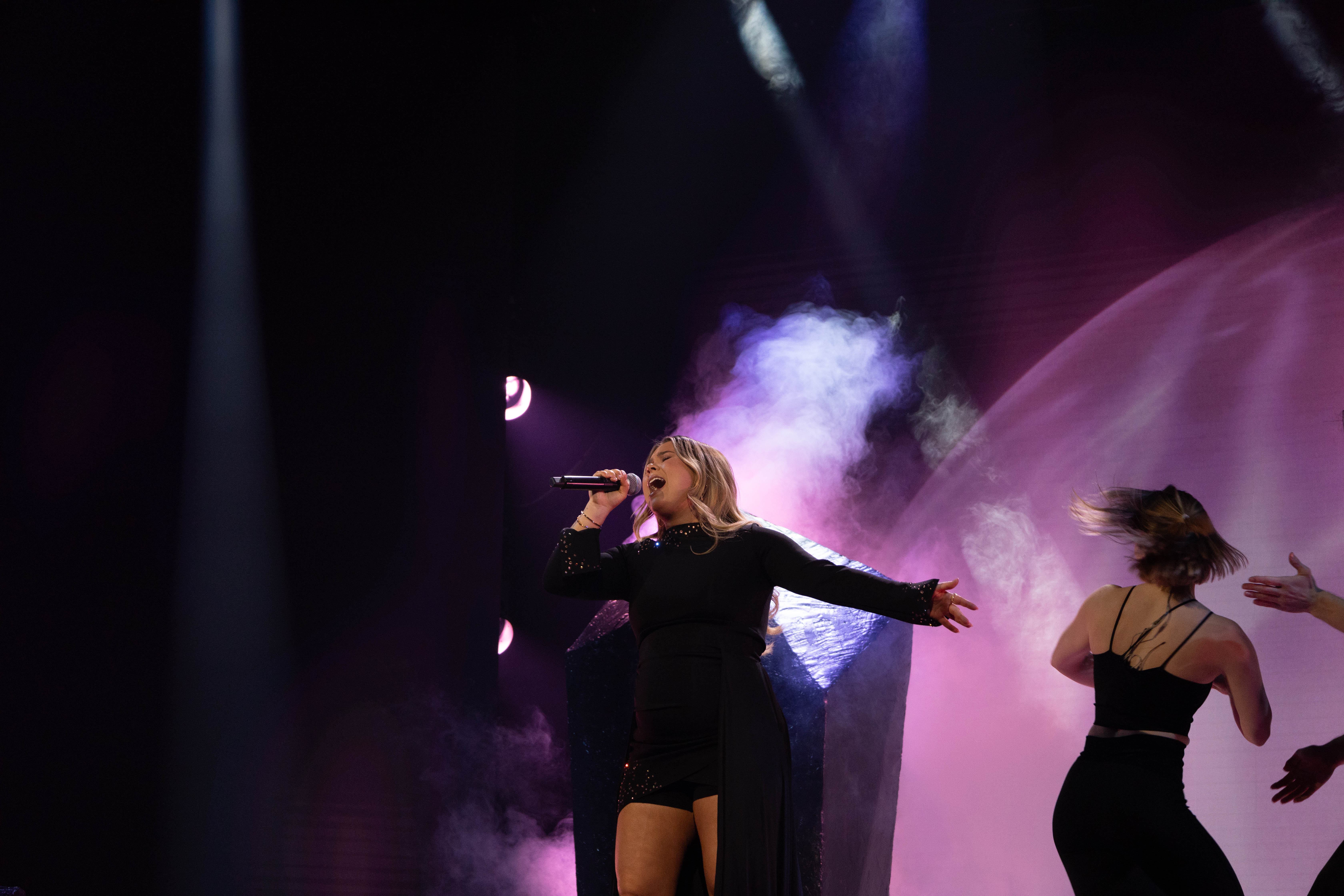
Lisa Ajax
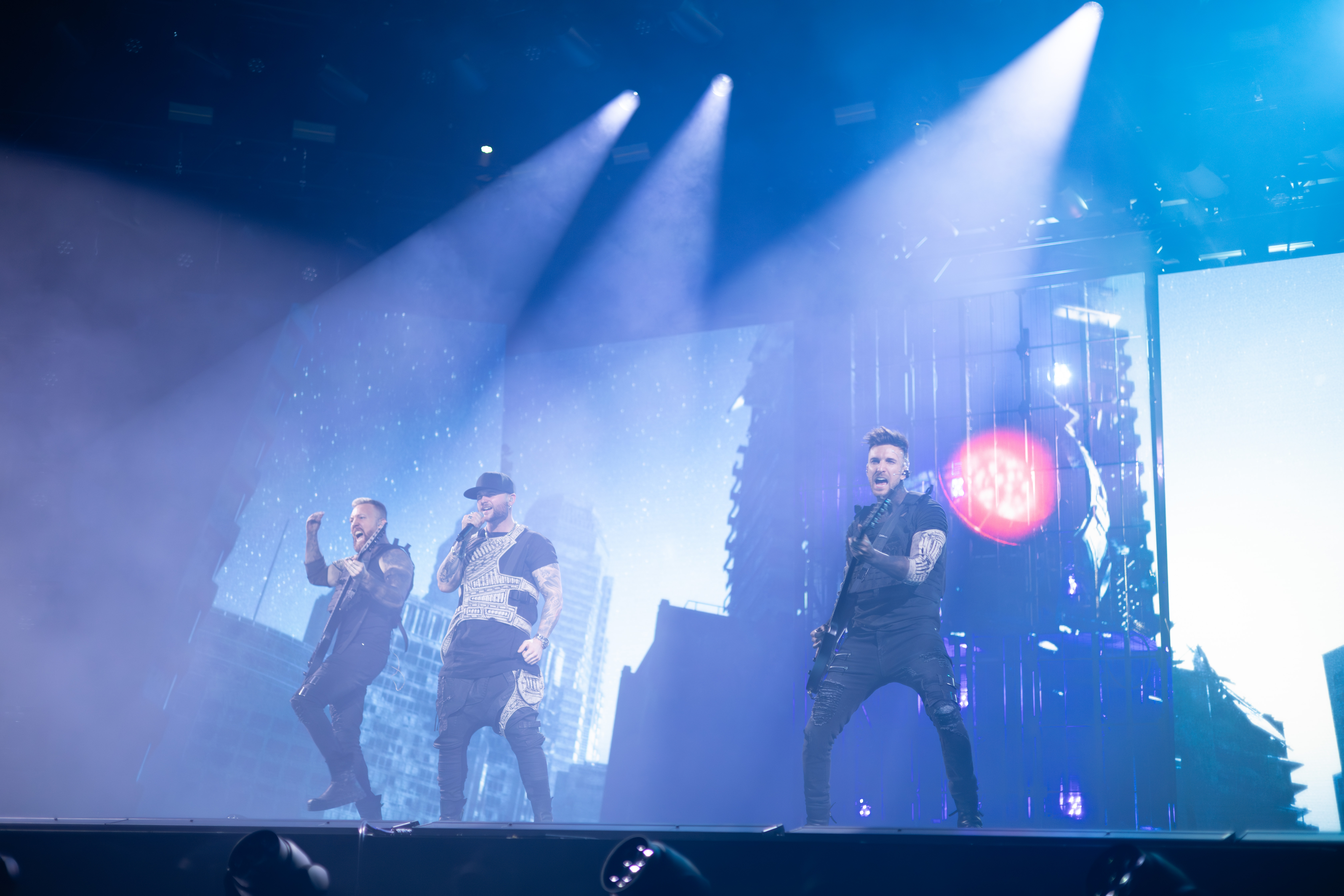
Smash Into Pieces

### Második elődöntő
A második elődöntőt február 10-én rendezi az SVT hat előadó részvételével Göteborgban, a Scandinaviumban.
| #  | Előadó         | Dal                   | 1. forduló | 2. forduló                                | 2. forduló                                | 2. forduló                                | 2. forduló                                | 2. forduló                                | 2. forduló                                | 2. forduló                                | 2. forduló                                | 2. forduló                                | Helyezés | Eredmény          |
| #  | Előadó         | Dal                   | Szavazat   | 3–9                                       | 10–15                                     | 16–29                                     | 30–44                                     | 45–59                                     | 60–74                                     | 75+                                       | Telefon                                   | Pontszám                                  | Helyezés | Eredmény          |
| -- | -------------- | --------------------- | ---------- | ----------------------------------------- | ----------------------------------------- | ----------------------------------------- | ----------------------------------------- | ----------------------------------------- | ----------------------------------------- | ----------------------------------------- | ----------------------------------------- | ----------------------------------------- | -------- | ----------------- |
| 01 | Maria Sur      | When I'm Gone         | 1 463 057  | 12                                        | 12                                        | 10                                        | 12                                        | 12                                        | 12                                        | 12                                        | 12                                        | 94                                        | 2.       | Továbbjutott      |
| 02 | Engmans Kapell | Norrland              | 679 574    | 3                                         | 3                                         | 3                                         | 3                                         | 3                                         | 5                                         | 8                                         | 10                                        | 38                                        | 6.       | Kiesett           |
| 03 | Dear Sara      | The Silence After You | 1 110 711  | 5                                         | 5                                         | 5                                         | 8                                         | 10                                        | 10                                        | 10                                        | 8                                         | 61                                        | 3.       | Versenyben maradt |
| 04 | C-Joe          | Ahumma                | 1 080 133  | 8                                         | 8                                         | 8                                         | 5                                         | 8                                         | 8                                         | 5                                         | 3                                         | 53                                        | 5.       | Kiesett           |
| 05 | Liamoo         | Dragon                | 1 677 964  | Továbbjutott a szavazás első fordulójából | Továbbjutott a szavazás első fordulójából | Továbbjutott a szavazás első fordulójából | Továbbjutott a szavazás első fordulójából | Továbbjutott a szavazás első fordulójából | Továbbjutott a szavazás első fordulójából | Továbbjutott a szavazás első fordulójából | Továbbjutott a szavazás első fordulójából | Továbbjutott a szavazás első fordulójából | 1.       | Továbbjutott      |
| 06 | Fröken Snusk   | Unga & fria           | 1 159 654  | 10                                        | 10                                        | 12                                        | 10                                        | 5                                         | 3                                         | 3                                         | 5                                         | 58                                        | 4.       | Versenyben maradt |

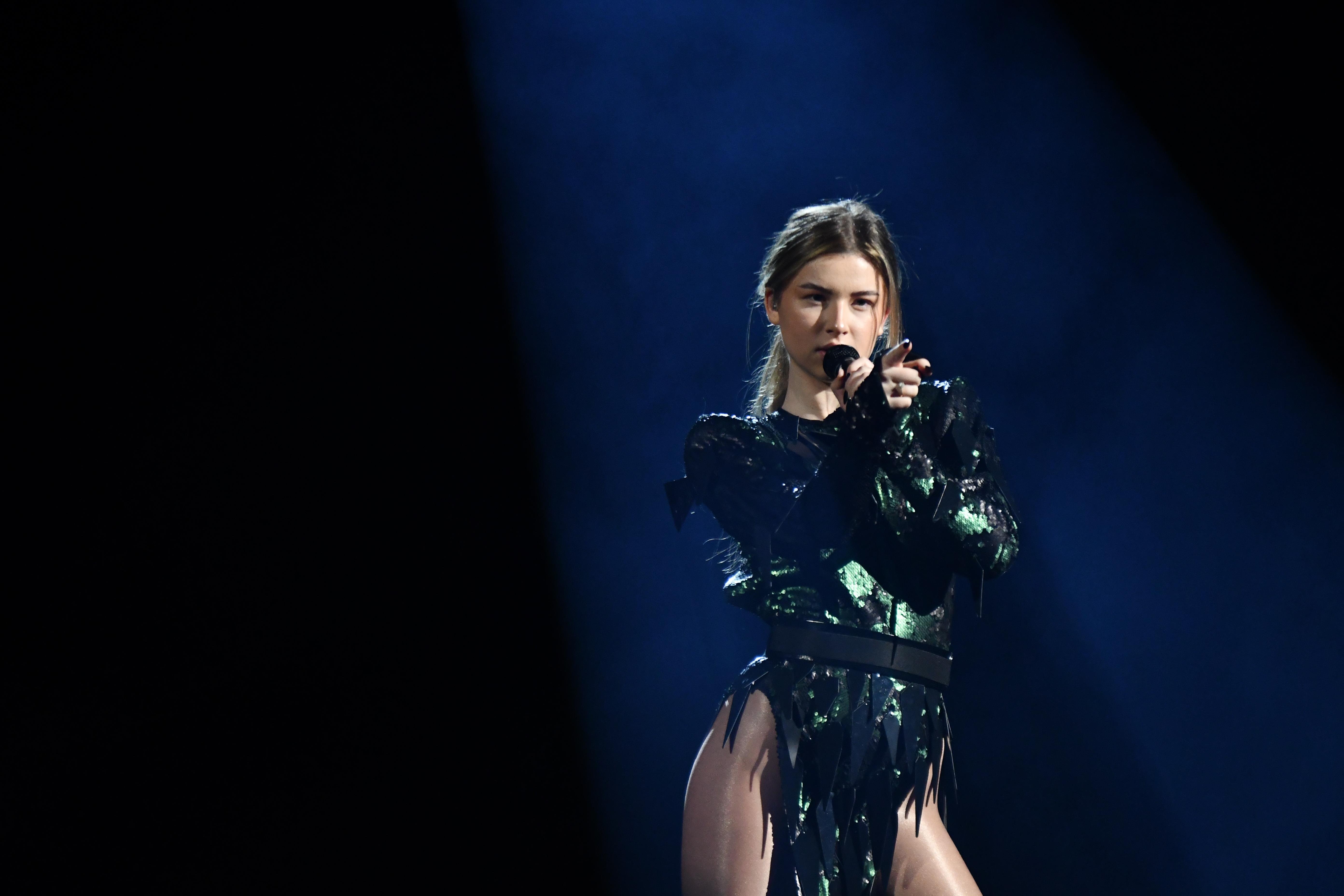
Maria Sur
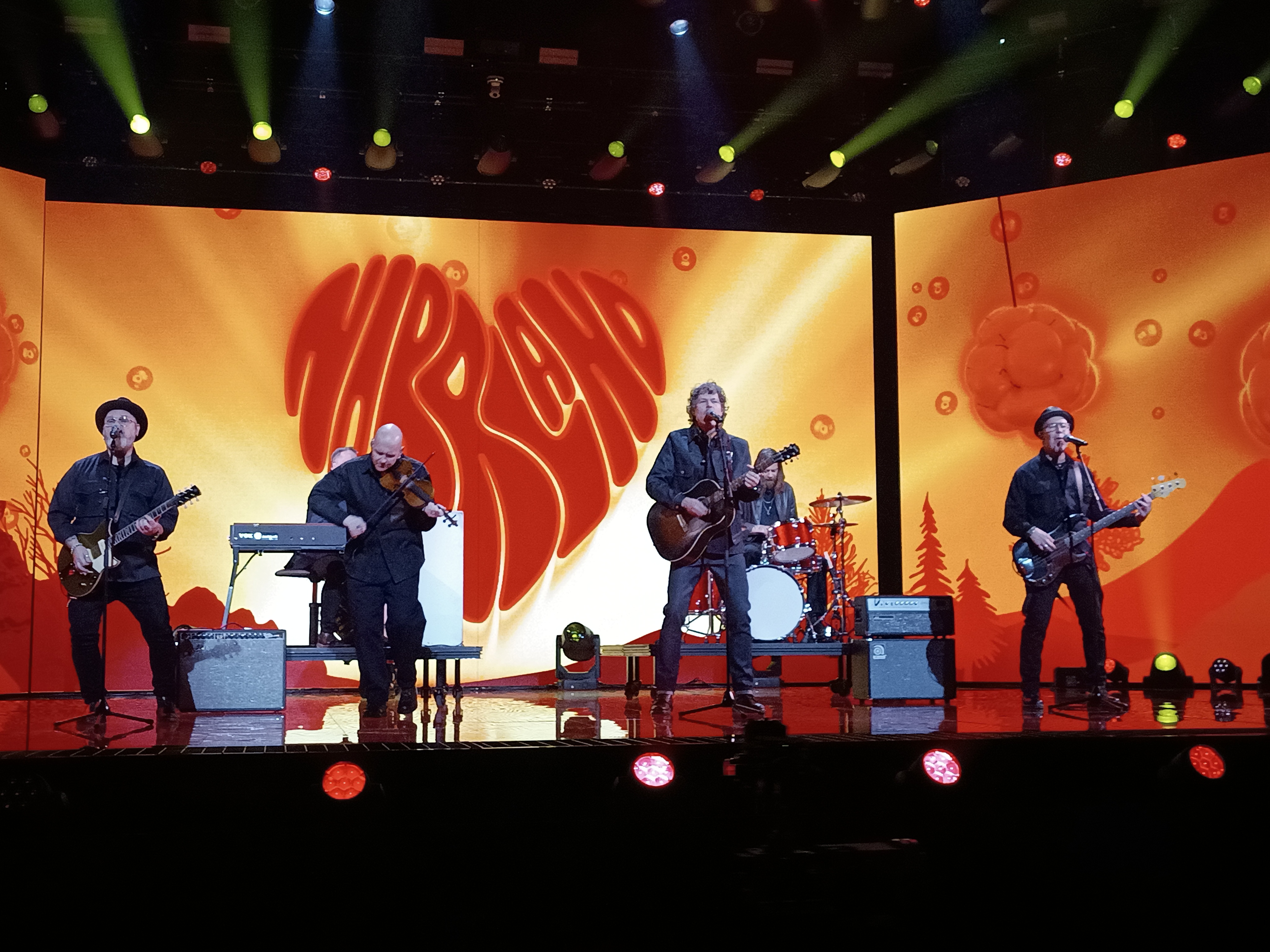
Engmans Kapell
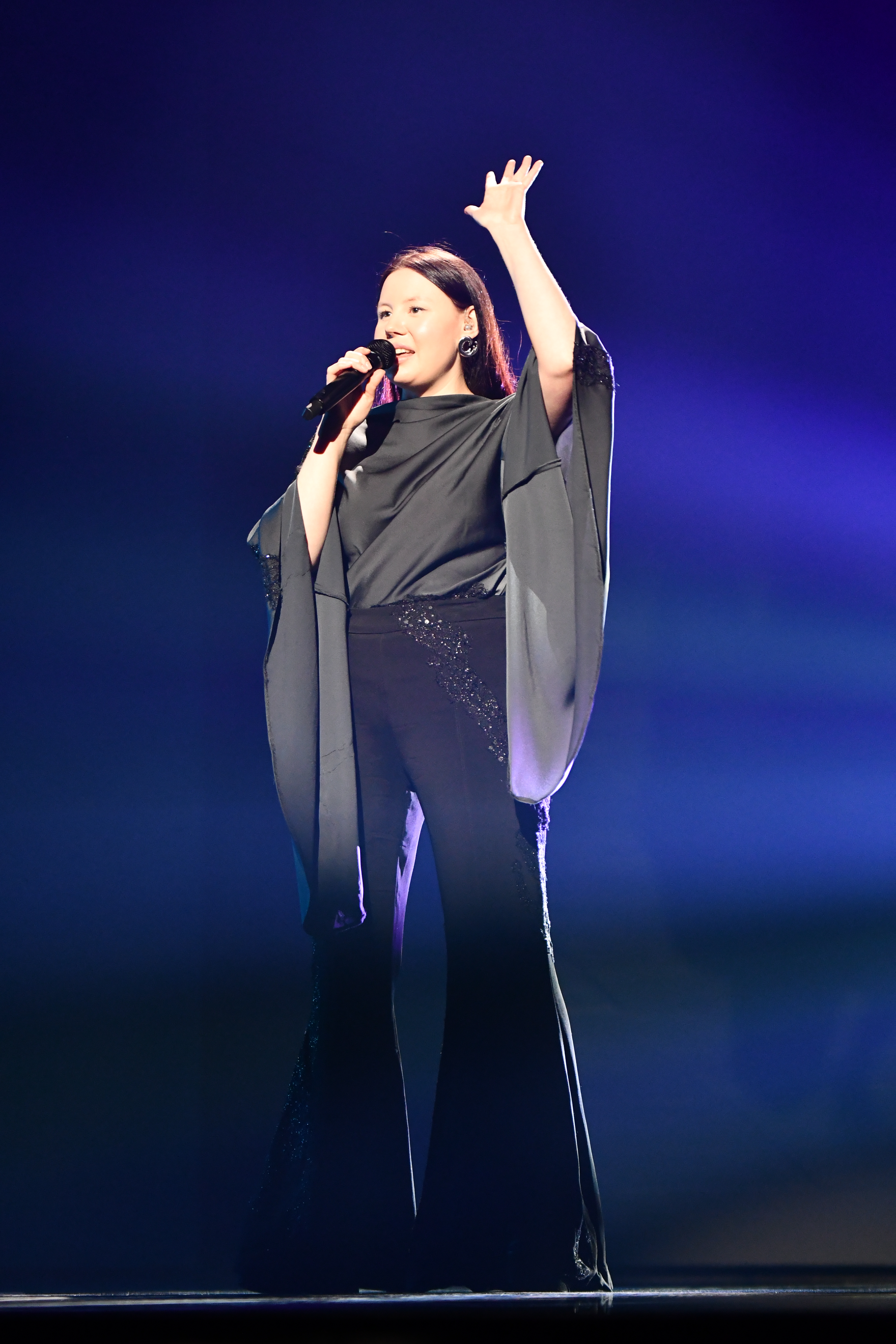
Dear Sara
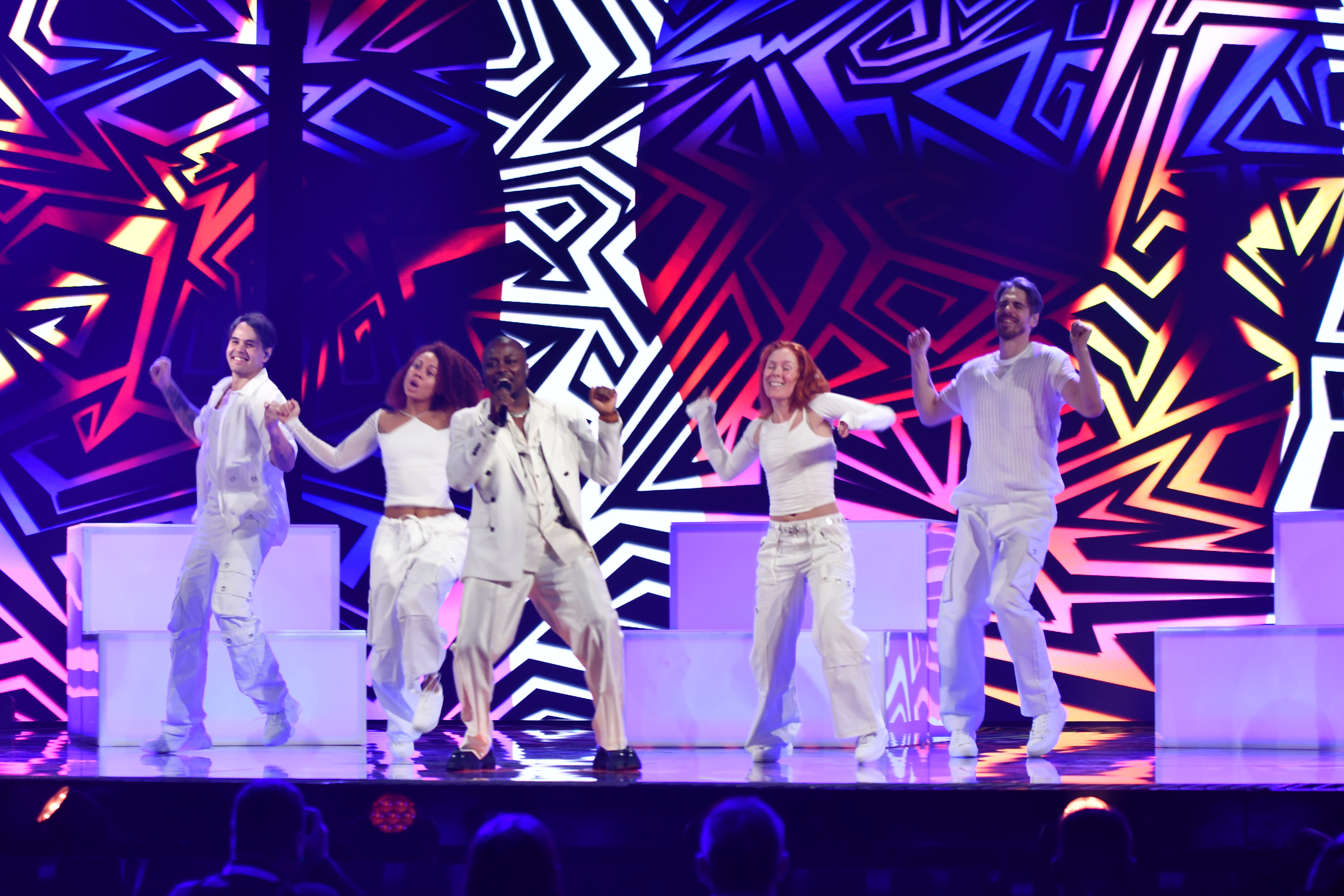
C-Joe
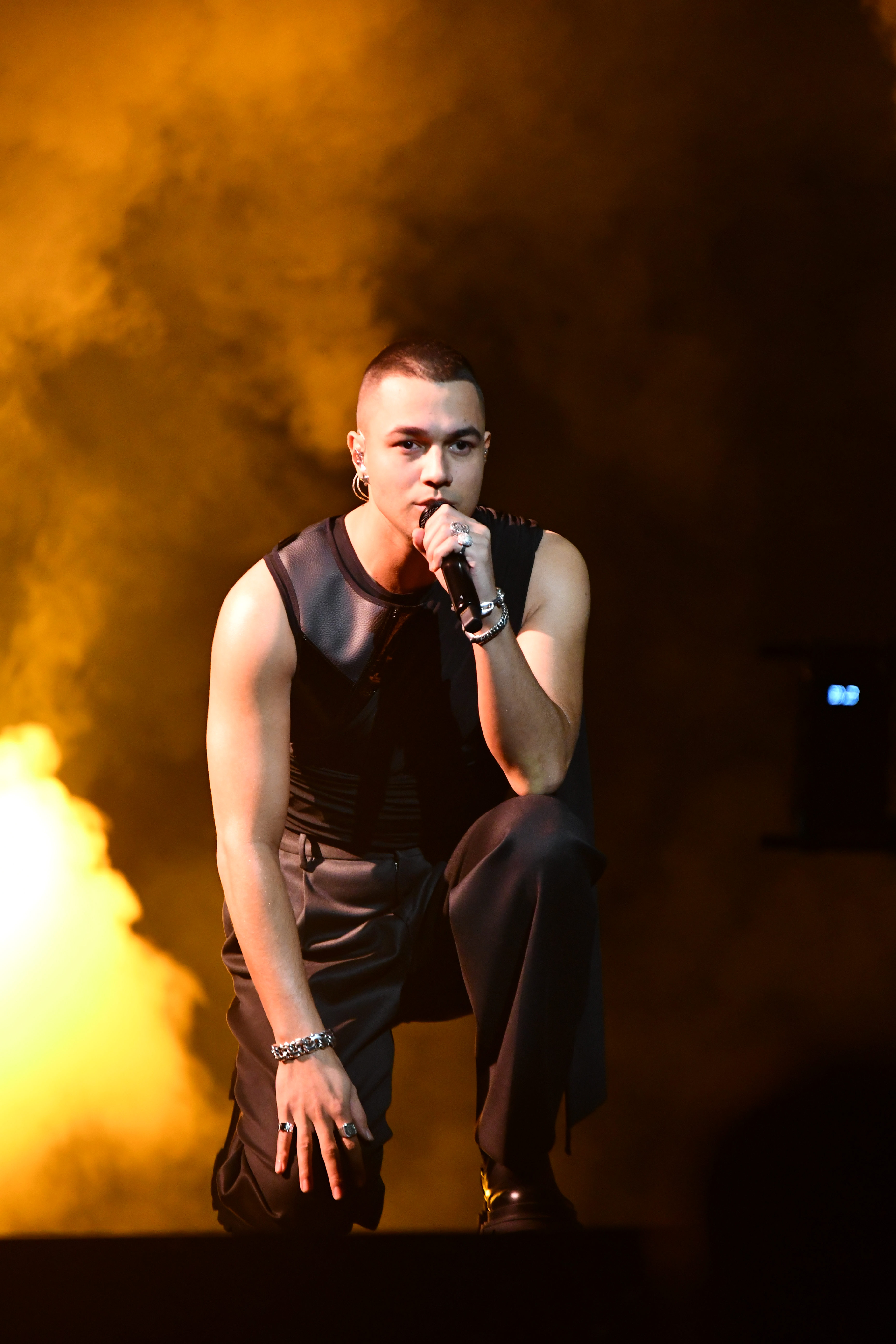
Liamoo
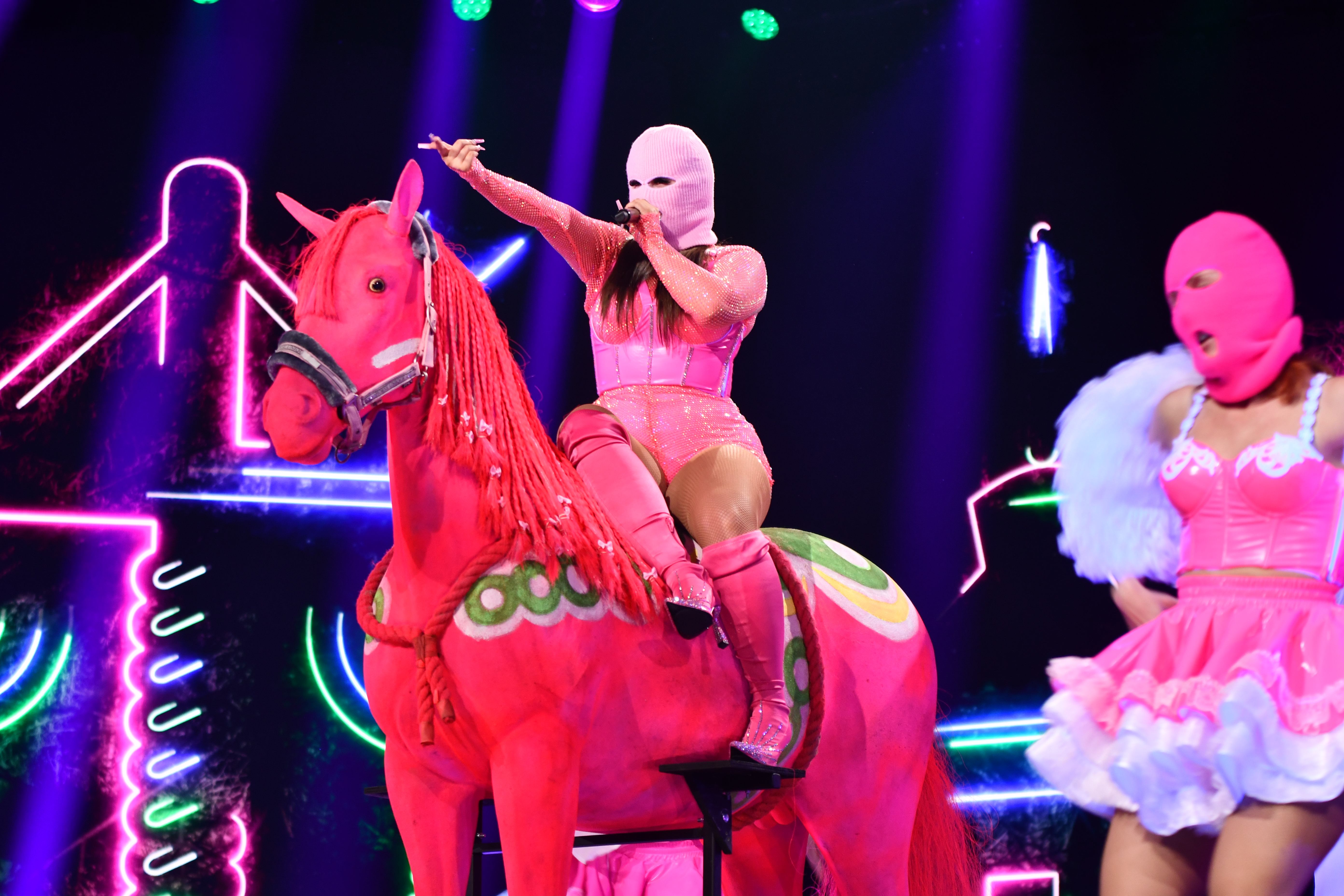
Fröken Snusk

### Harmadik elődöntő
A harmadik elődöntőt február 17-én rendezte az SVT hat előadó részvételével Växjöben, a Vida Arenában.
| #  | Előadó             | Dal                           | 1. forduló | 2. forduló                                | 2. forduló                                | 2. forduló                                | 2. forduló                                | 2. forduló                                | 2. forduló                                | 2. forduló                                | 2. forduló                                | 2. forduló                                | Helyezés | Eredmény          |
| #  | Előadó             | Dal                           | Szavazat   | 3–9                                       | 10–15                                     | 16–29                                     | 30–44                                     | 45–59                                     | 60–74                                     | 75+                                       | Telefon                                   | Pontszám                                  | Helyezés | Eredmény          |
| -- | ------------------ | ----------------------------- | ---------- | ----------------------------------------- | ----------------------------------------- | ----------------------------------------- | ----------------------------------------- | ----------------------------------------- | ----------------------------------------- | ----------------------------------------- | ----------------------------------------- | ----------------------------------------- | -------- | ----------------- |
| 01 | Jacqline           | Effortless                    | 1 343 304  | Továbbjutott a szavazás első fordulójából | Továbbjutott a szavazás első fordulójából | Továbbjutott a szavazás első fordulójából | Továbbjutott a szavazás első fordulójából | Továbbjutott a szavazás első fordulójából | Továbbjutott a szavazás első fordulójából | Továbbjutott a szavazás első fordulójából | Továbbjutott a szavazás első fordulójából | Továbbjutott a szavazás első fordulójából | 1.       | Továbbjutott      |
| 02 | Clara Klingenström | Aldrig mer                    | 824 631    | 5                                         | 3                                         | 3                                         | 5                                         | 8                                         | 10                                        | 10                                        | 8                                         | 52                                        | 5.       | Kiesett           |
| 03 | Kim Cesarion       | Take My Breath Away           | 884 738    | 10                                        | 8                                         | 5                                         | 8                                         | 5                                         | 3                                         | 3                                         | 3                                         | 45                                        | 6.       | Kiesett           |
| 04 | Klaudy             | För dig                       | 908 310    | 8                                         | 5                                         | 8                                         | 10                                        | 10                                        | 8                                         | 5                                         | 5                                         | 59                                        | 3.       | Versenyben maradt |
| 05 | Gunilla Persson    | I Won't Shake (La La Gunilla) | 1 050 416  | 3                                         | 12                                        | 12                                        | 3                                         | 3                                         | 5                                         | 8                                         | 10                                        | 56                                        | 4.       | Versenyben maradt |
| 06 | Cazzi Opeia        | Give My Heart a Break         | 1 300 644  | 12                                        | 10                                        | 10                                        | 12                                        | 12                                        | 12                                        | 12                                        | 12                                        | 92                                        | 2.       | Továbbjutott      |

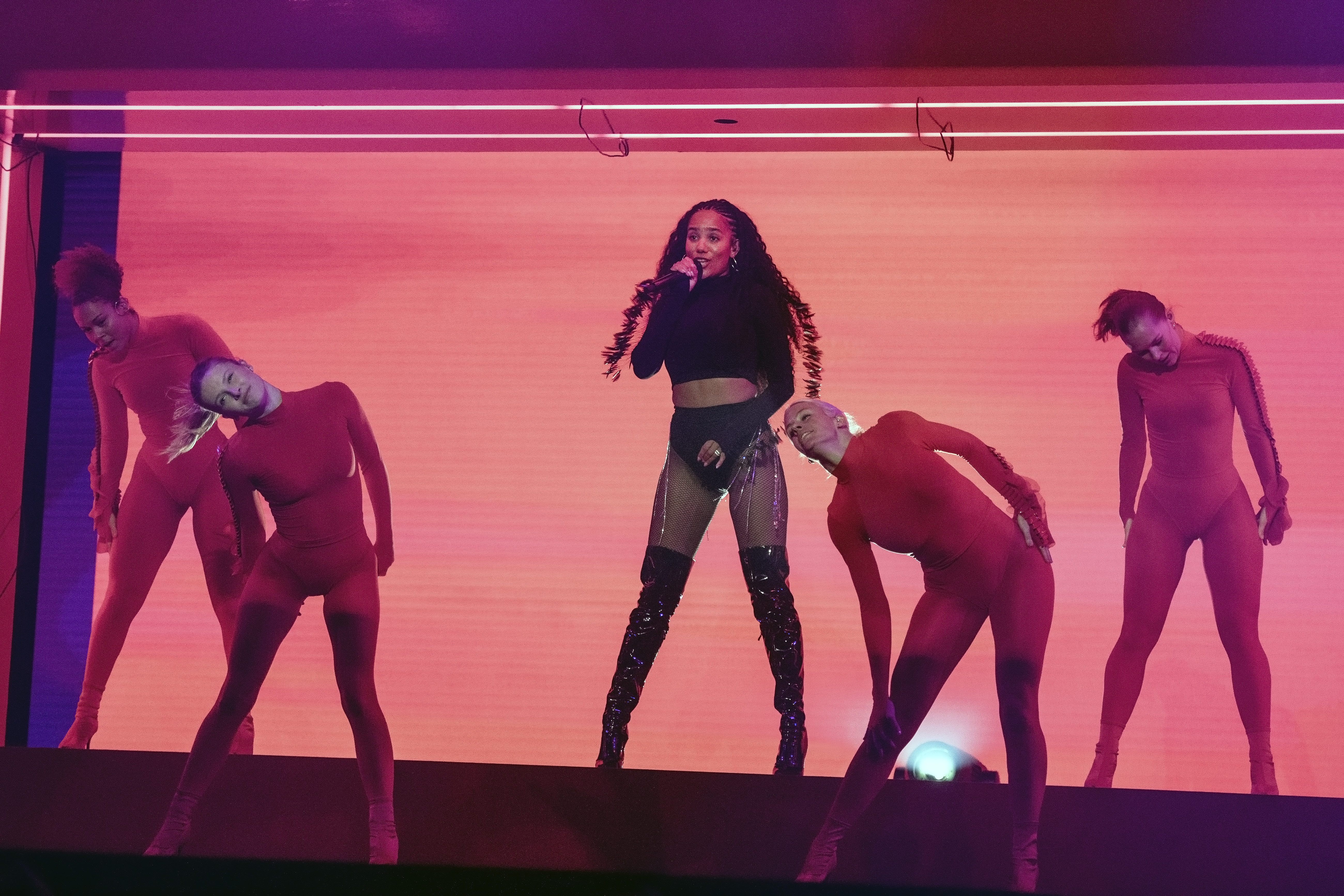
Jacqline
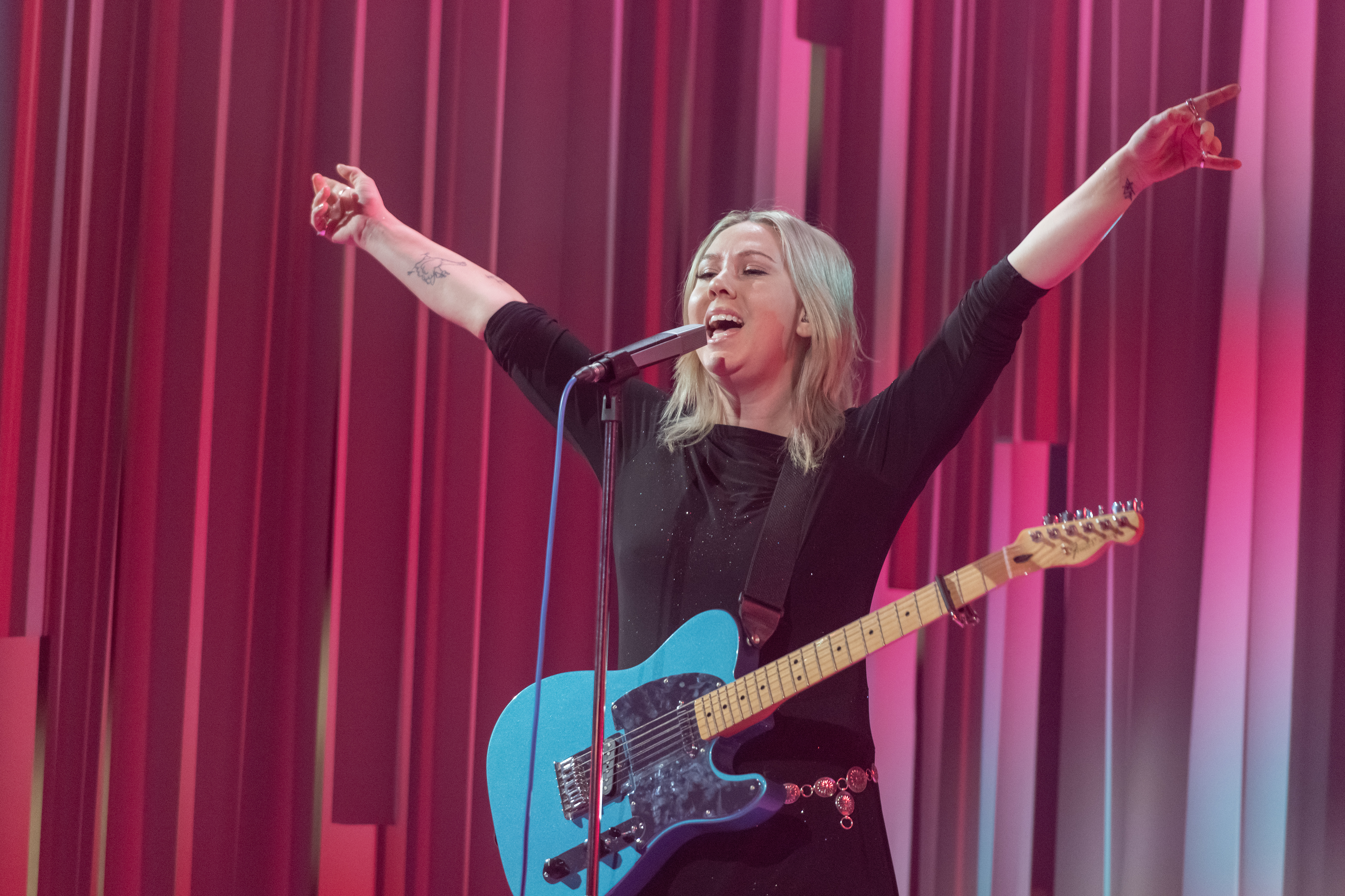
Clara Klingenström
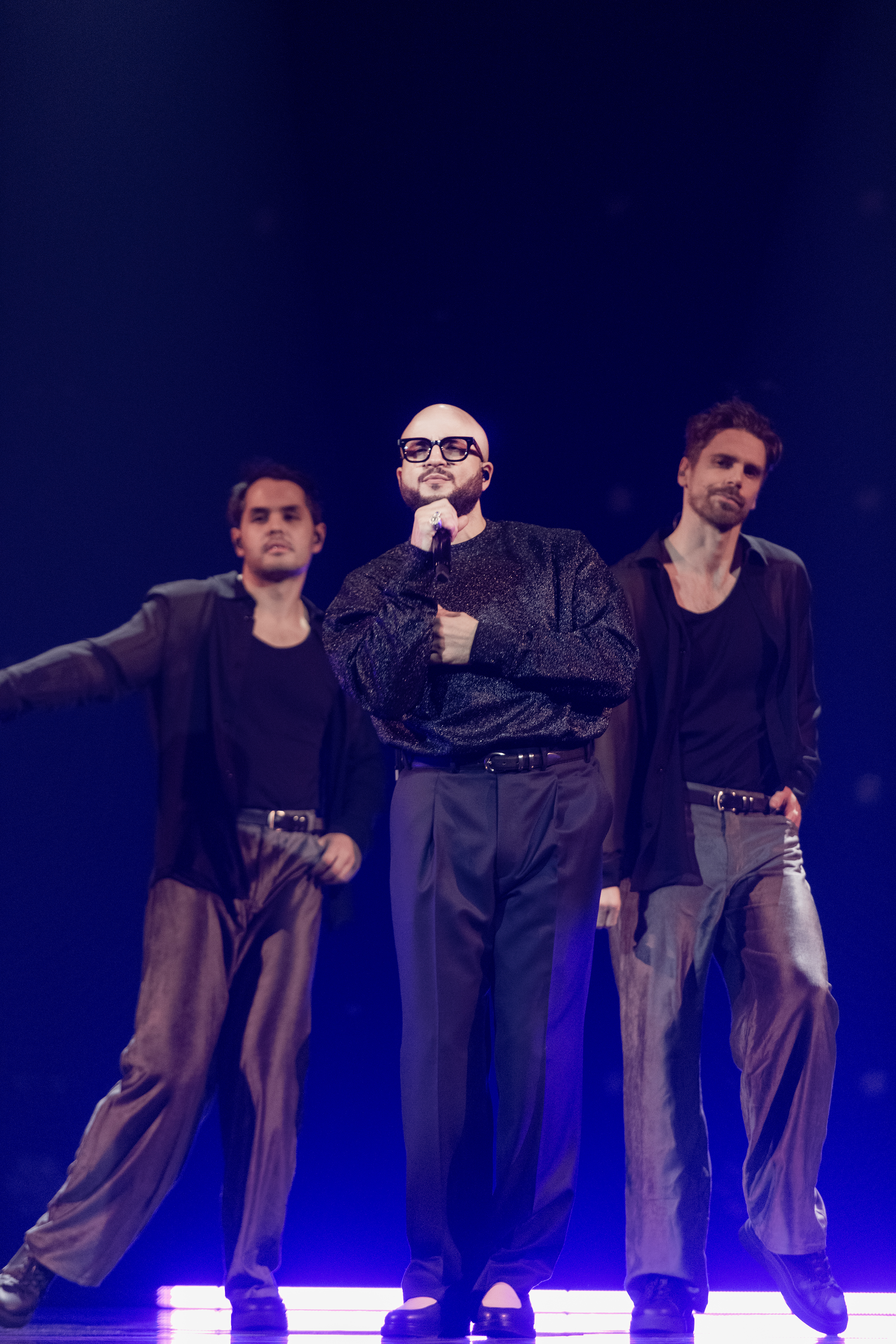
Kim Cesarion
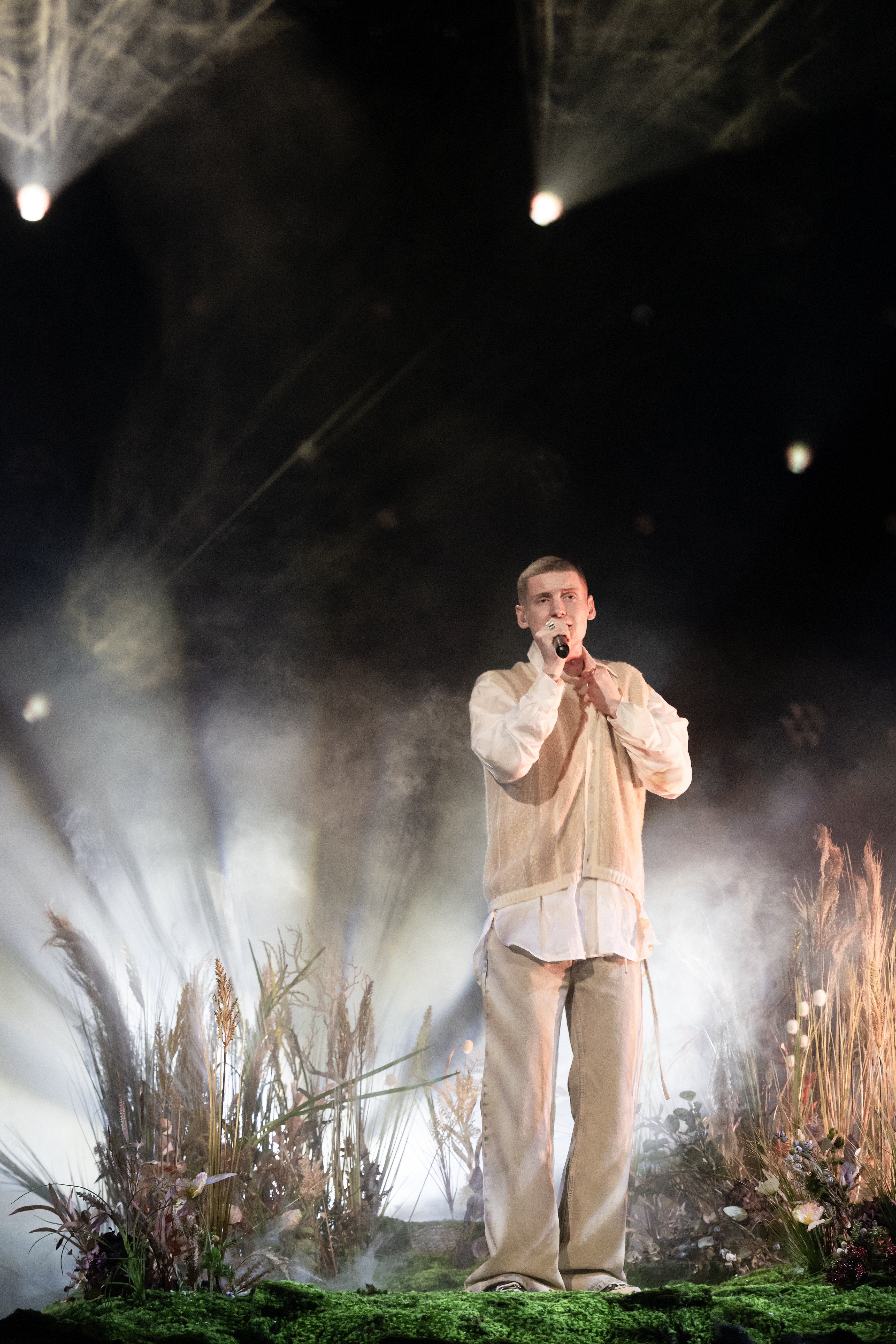
Klaudy
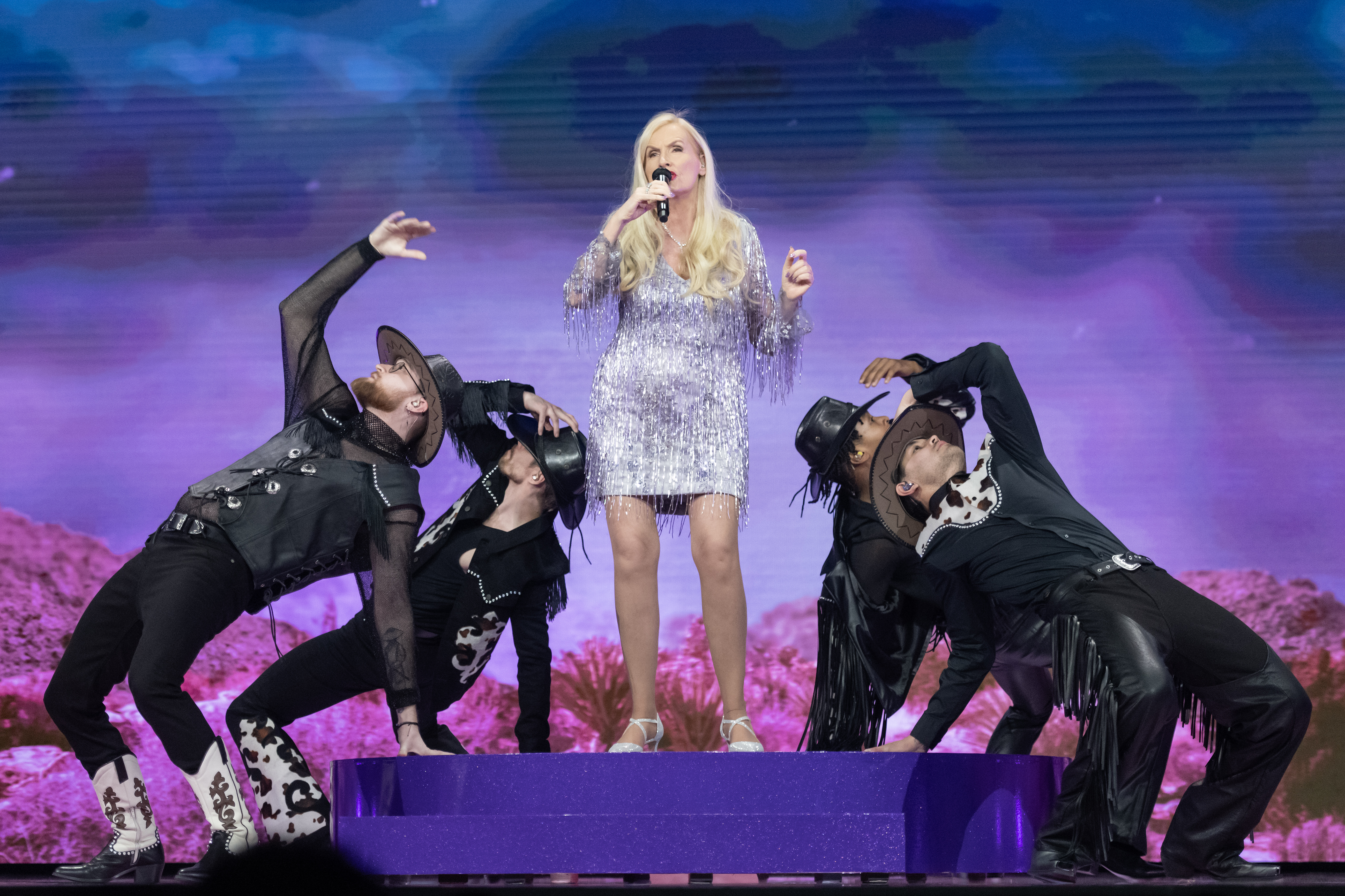
Gunilla Persson
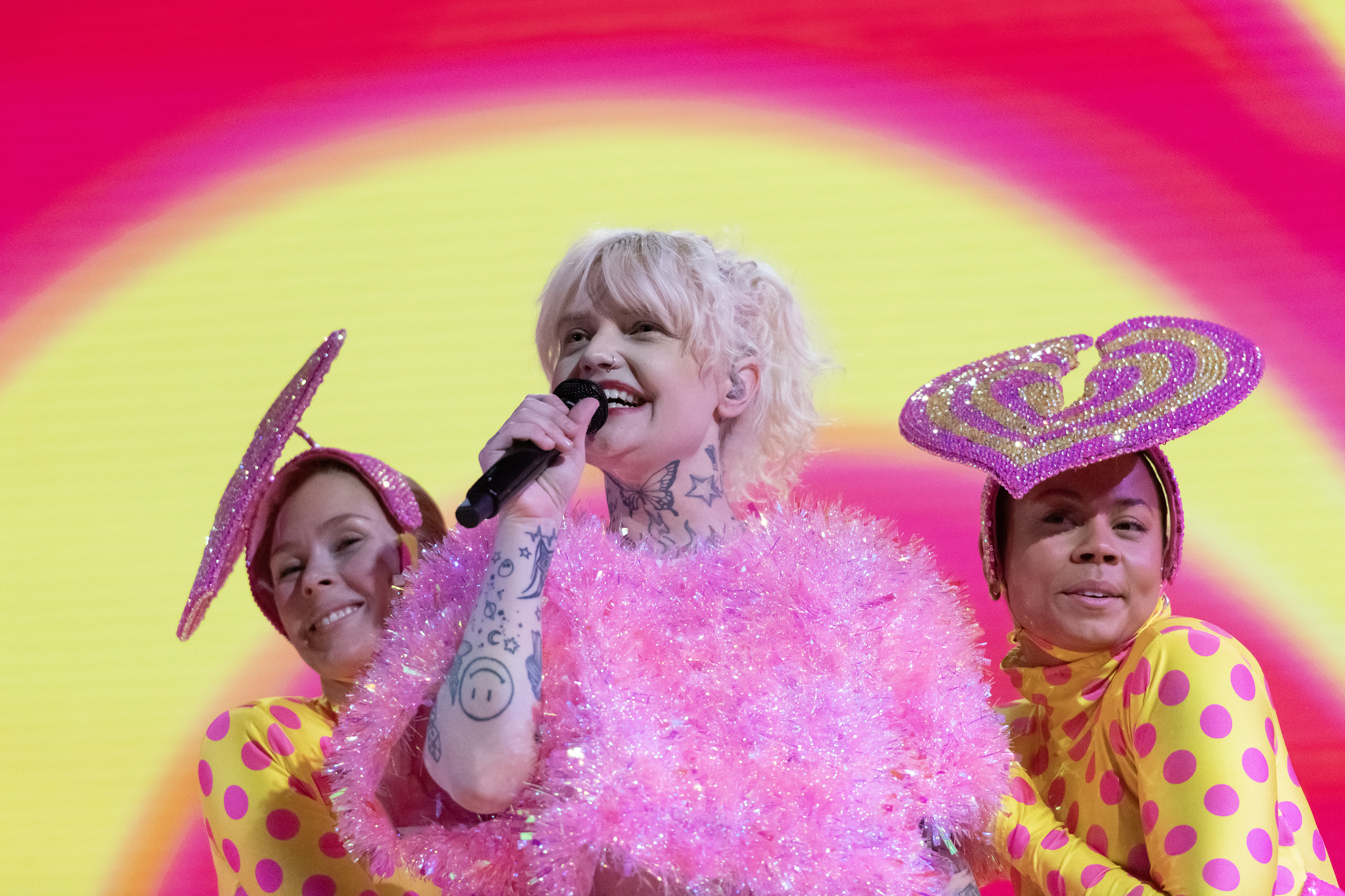
Cazzi Opeia

### Negyedik elődöntő
A negyedik elődöntőt február 24-én rendezte az SVT hat előadó részvételével Eskilstunában, a Volvo CE Arenában.
| #  | Előadó         | Dal                                | 1. forduló | 2. forduló                                | 2. forduló                                | 2. forduló                                | 2. forduló                                | 2. forduló                                | 2. forduló                                | 2. forduló                                | 2. forduló                                | 2. forduló                                | Helyezés | Eredmény          |
| #  | Előadó         | Dal                                | Szavazat   | 3–9                                       | 10–15                                     | 16–29                                     | 30–44                                     | 45–59                                     | 60–74                                     | 75+                                       | Telefon                                   | Pontszám                                  | Helyezés | Eredmény          |
| -- | -------------- | ---------------------------------- | ---------- | ----------------------------------------- | ----------------------------------------- | ----------------------------------------- | ----------------------------------------- | ----------------------------------------- | ----------------------------------------- | ----------------------------------------- | ----------------------------------------- | ----------------------------------------- | -------- | ----------------- |
| 01 | Albin Tingwall | Done Getting Over You              | 1 000 678  | 5                                         | 8                                         | 10                                        | 5                                         | 8                                         | 10                                        | 12                                        | 5                                         | 63                                        | 3.       | Versenyben maradt |
| 02 | Lia Larsson    | 30 km/h                            | 1 049 671  | 12                                        | 10                                        | 3                                         | 8                                         | 5                                         | 3                                         | 5                                         | 3                                         | 49                                        | 5.       | Kiesett           |
| 03 | Dotter         | It's Not Easy to Write a Love Song | 1 258 479  | 8                                         | 12                                        | 12                                        | 10                                        | 12                                        | 12                                        | 10                                        | 8                                         | 84                                        | 2.       | Továbbjutott      |
| 04 | Scarlet        | Circus X                           | 1 014 301  | 10                                        | 5                                         | 5                                         | 12                                        | 10                                        | 5                                         | 3                                         | 10                                        | 60                                        | 4.       | Versenyben maradt |
| 05 | Lasse Stefanz  | En sång om sommaren                | 789 340    | 3                                         | 3                                         | 8                                         | 3                                         | 3                                         | 8                                         | 8                                         | 12                                        | 48                                        | 6.       | Kiesett           |
| 06 | Danny Saucedo  | Happy That You Found Me            | 1 403 133  | Továbbjutott a szavazás első fordulójából | Továbbjutott a szavazás első fordulójából | Továbbjutott a szavazás első fordulójából | Továbbjutott a szavazás első fordulójából | Továbbjutott a szavazás első fordulójából | Továbbjutott a szavazás első fordulójából | Továbbjutott a szavazás első fordulójából | Továbbjutott a szavazás első fordulójából | Továbbjutott a szavazás első fordulójából | 1.       | Továbbjutott      |

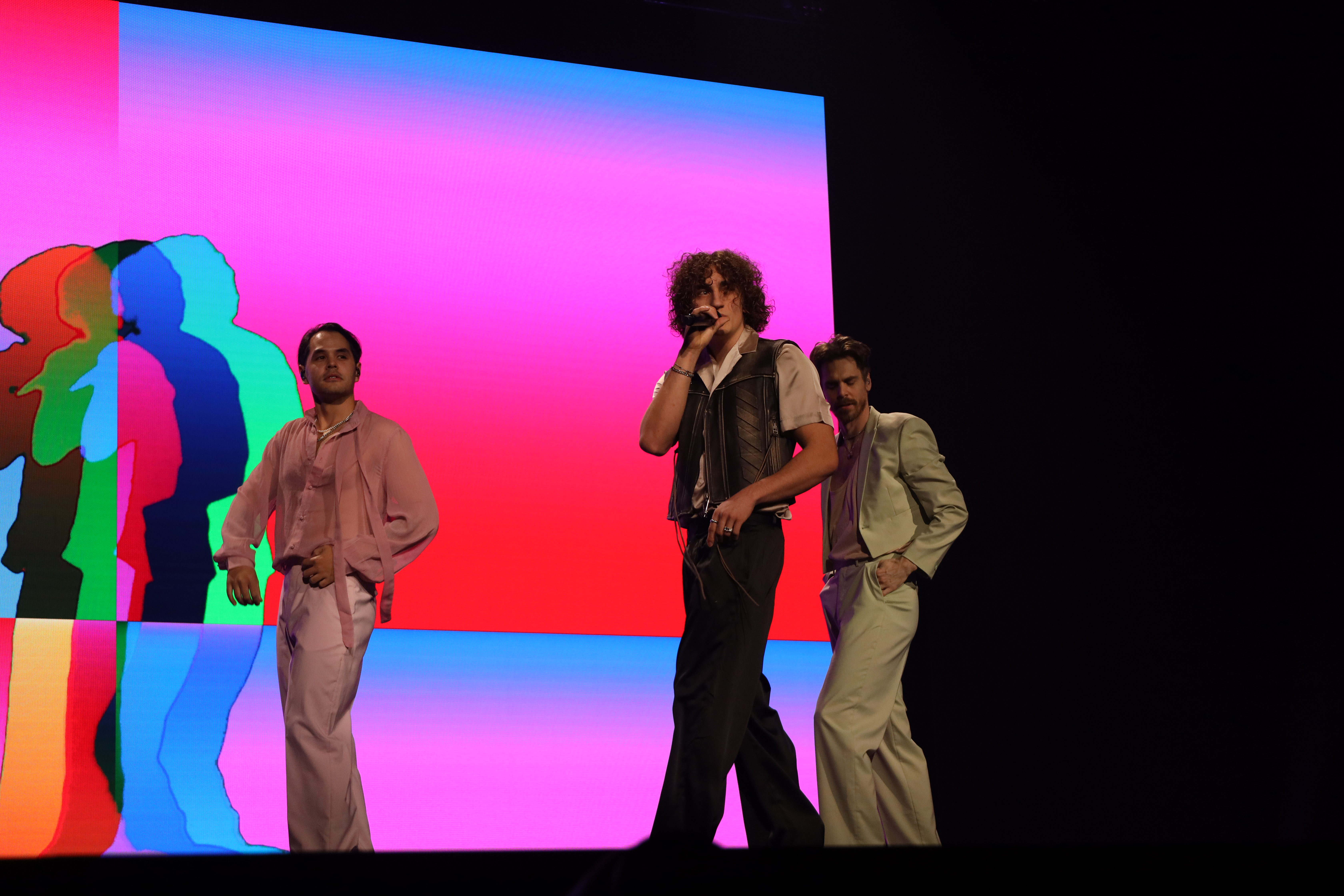
Albin Tingwall
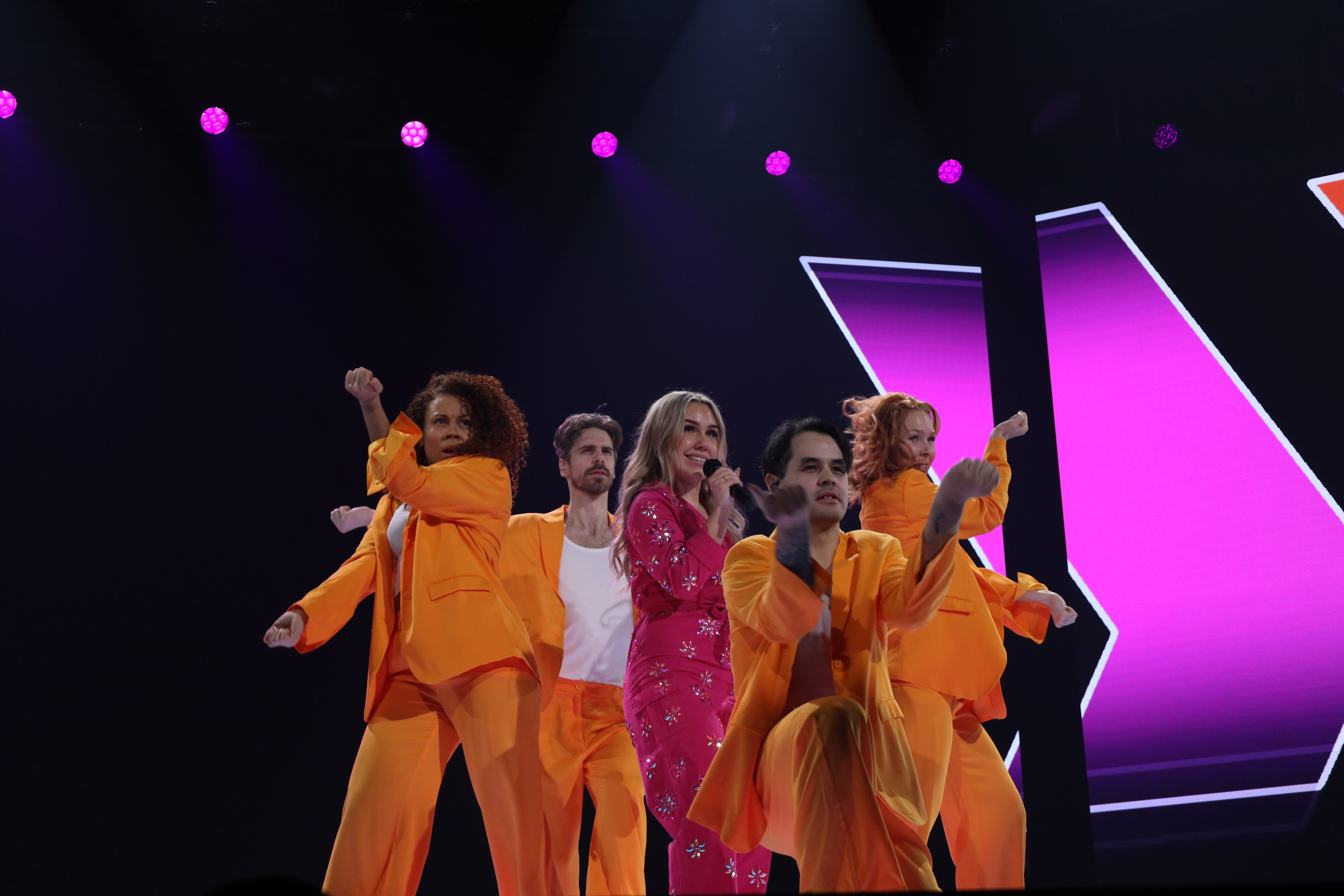
Lia Larsson
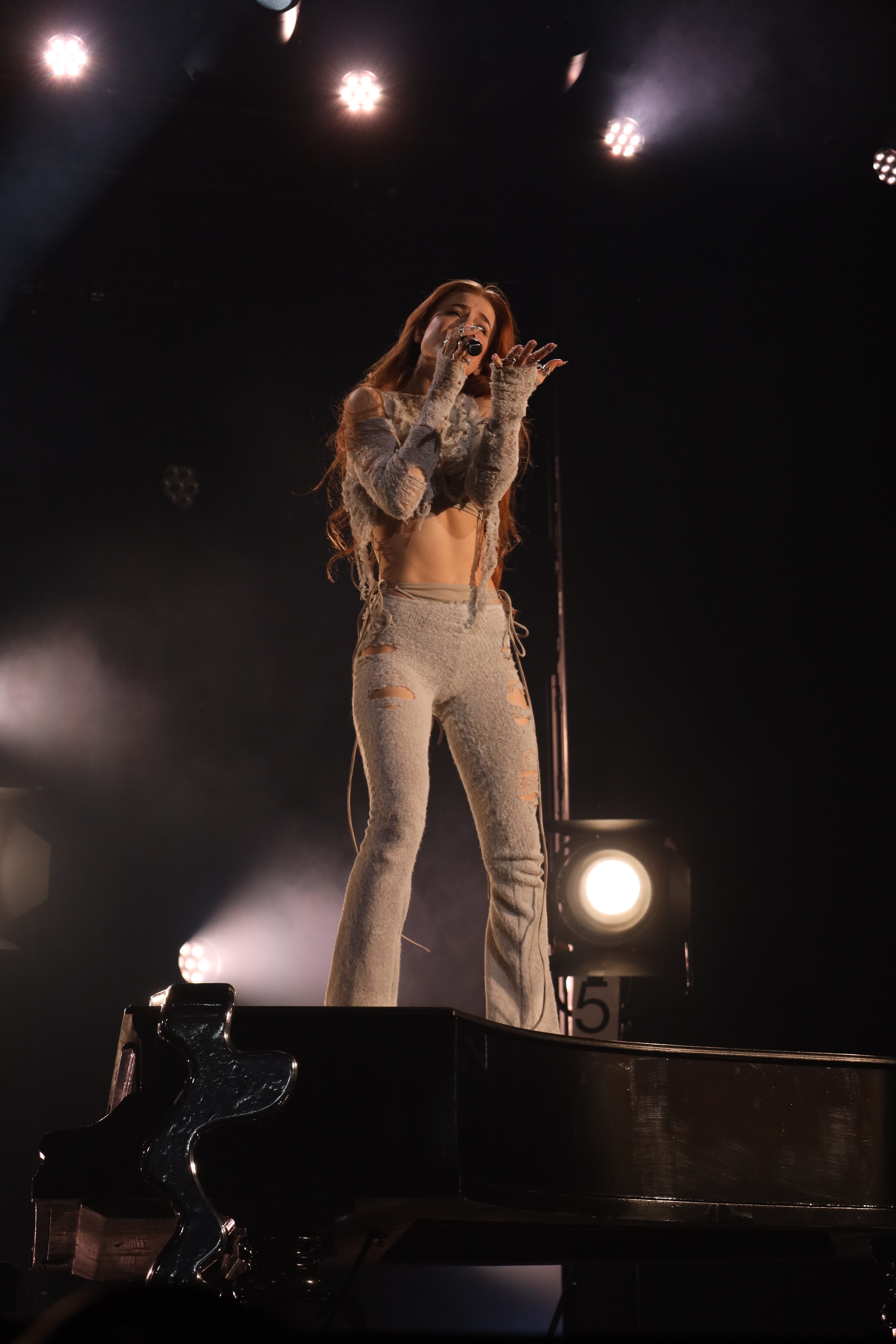
Dotter
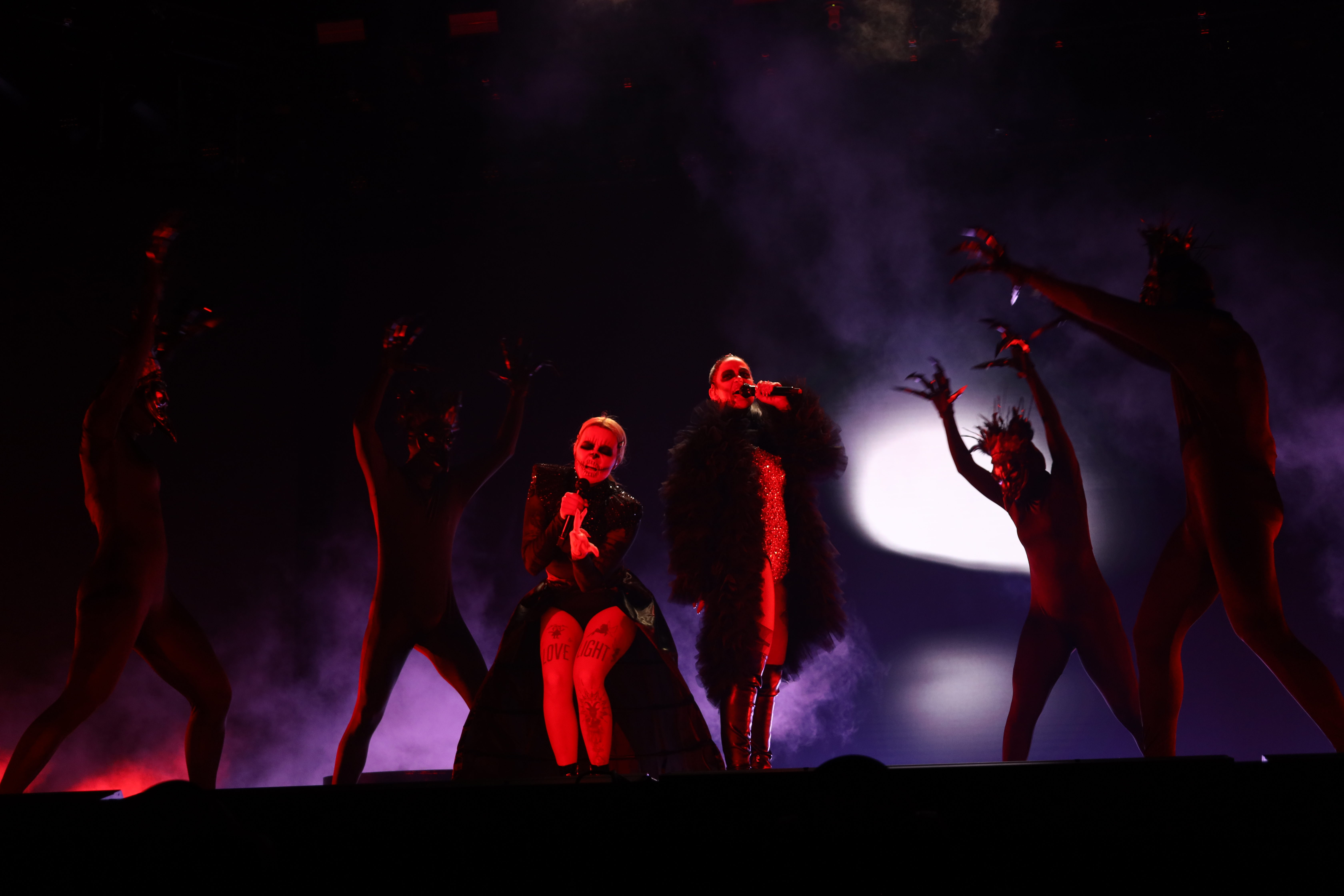
Scarlet
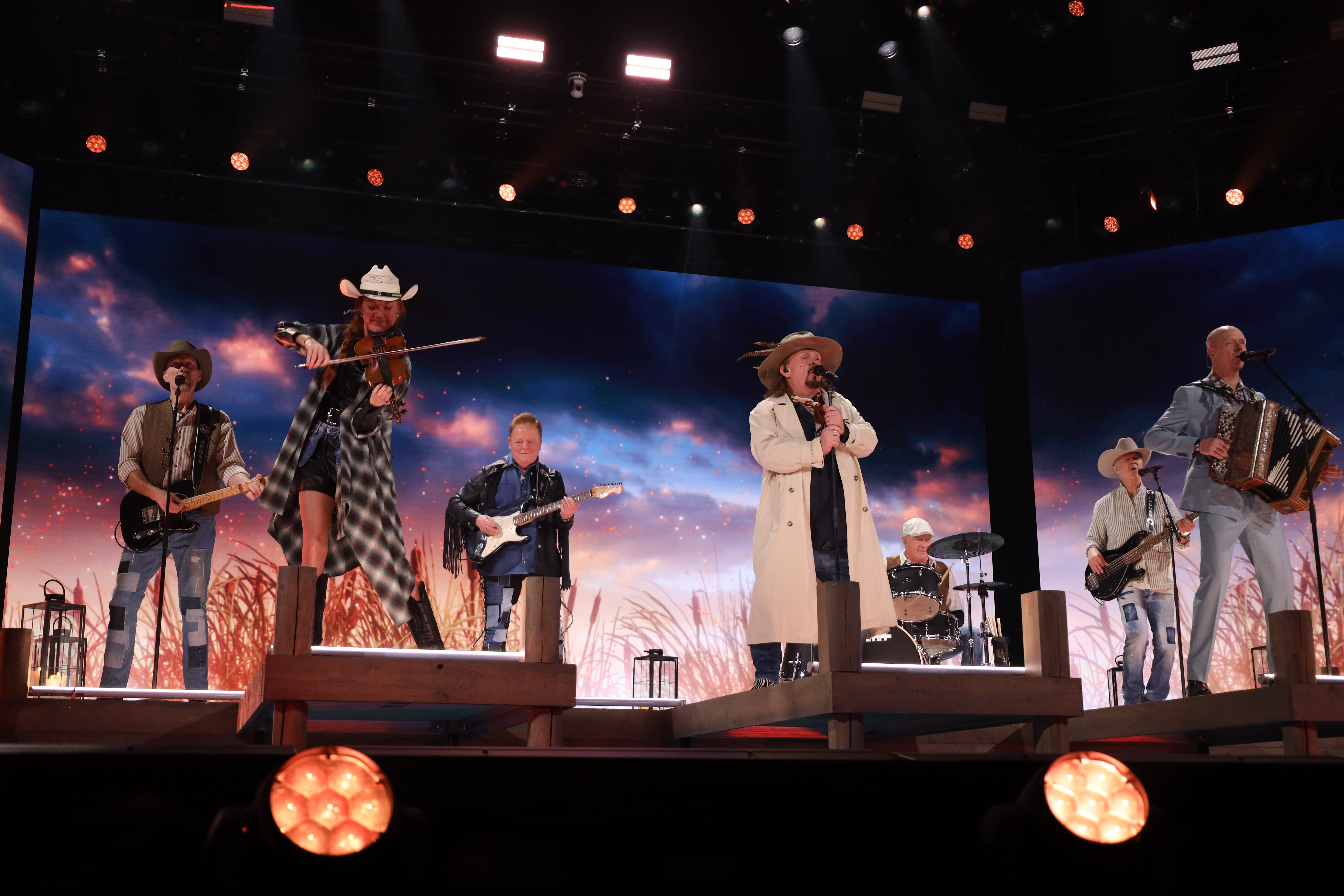
Lasse Stefanz
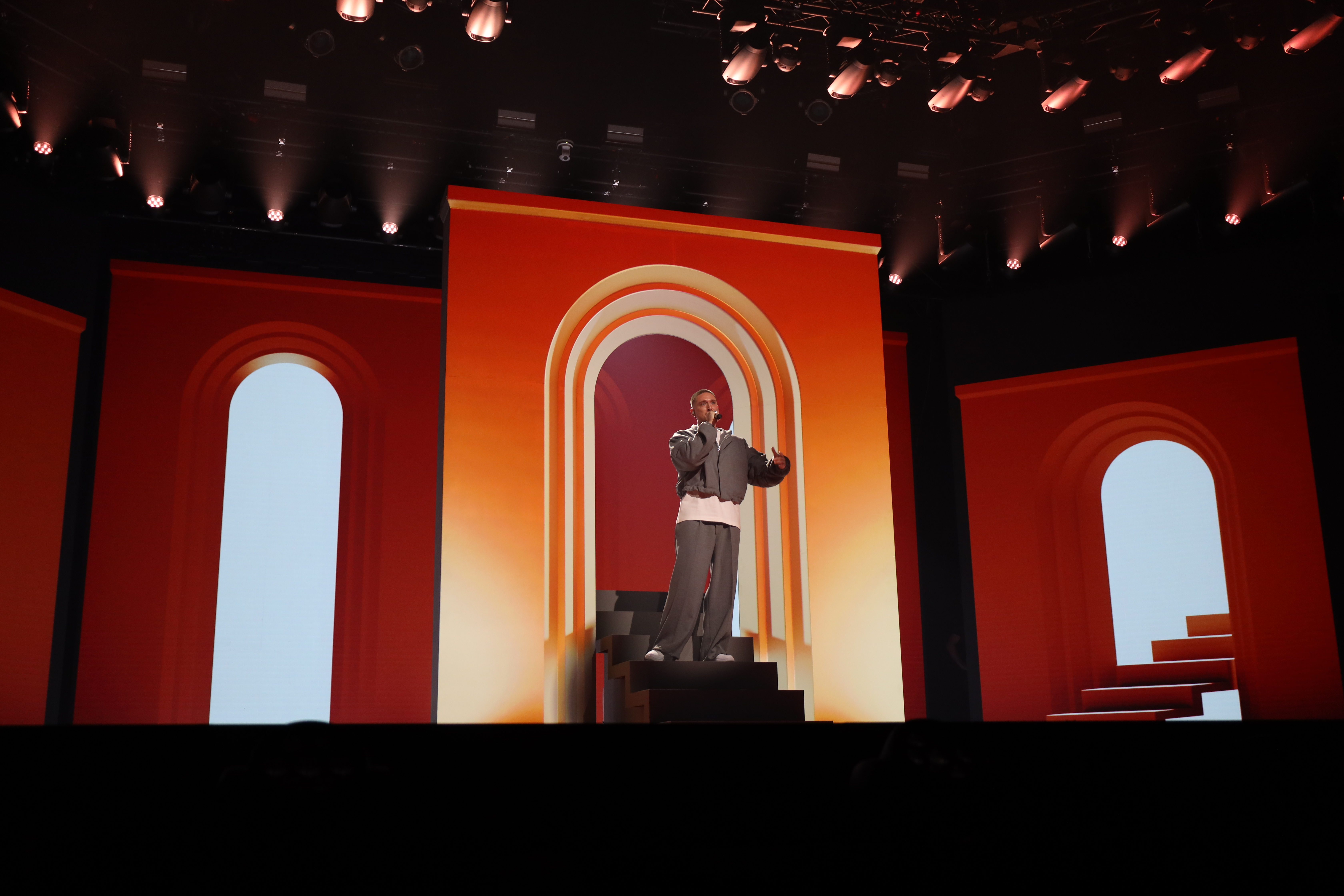
Danny Saucedo

### Ötödik elődöntő
Az ötödik elődöntőt március 2-án rendezte az SVT hat előadó részvételével Karlstadban, a Löfbergs Arénában.
| #  | Előadó             | Dal              | 1. forduló | 2. forduló                                | 2. forduló                                | 2. forduló                                | 2. forduló                                | 2. forduló                                | 2. forduló                                | 2. forduló                                | 2. forduló                                | 2. forduló                                | Helyezés | Eredmény          |
| #  | Előadó             | Dal              | Szavazat   | 3–9                                       | 10–15                                     | 16–29                                     | 30–44                                     | 45–59                                     | 60–74                                     | 75+                                       | Telefon                                   | Pontszám                                  | Helyezés | Eredmény          |
| -- | ------------------ | ---------------- | ---------- | ----------------------------------------- | ----------------------------------------- | ----------------------------------------- | ----------------------------------------- | ----------------------------------------- | ----------------------------------------- | ----------------------------------------- | ----------------------------------------- | ----------------------------------------- | -------- | ----------------- |
| 01 | Marcus & Martinus  | Unforgettable    | 1 759 673  | Továbbjutott a szavazás első fordulójából | Továbbjutott a szavazás első fordulójából | Továbbjutott a szavazás első fordulójából | Továbbjutott a szavazás első fordulójából | Továbbjutott a szavazás első fordulójából | Továbbjutott a szavazás első fordulójából | Továbbjutott a szavazás első fordulójából | Továbbjutott a szavazás első fordulójából | Továbbjutott a szavazás első fordulójából | 1.       | Továbbjutott      |
| 02 | Chelsea Muco       | Controlla        | 1 009 857  | 8                                         | 8                                         | 3                                         | 5                                         | 5                                         | 5                                         | 5                                         | 3                                         | 42                                        | 5.       | Kiesett           |
| 03 | Jay Smith          | Back to My Roots | 1 171 788  | 10                                        | 5                                         | 8                                         | 10                                        | 12                                        | 10                                        | 8                                         | 10                                        | 73                                        | 4.       | Versenyben maradt |
| 04 | Elecktra           | Banne maj        | 803 892    | 3                                         | 3                                         | 5                                         | 3                                         | 3                                         | 3                                         | 3                                         | 5                                         | 28                                        | 6.       | Kiesett           |
| 05 | Annika Wickihalder | Light            | 1 144 413  | 5                                         | 10                                        | 10                                        | 8                                         | 10                                        | 12                                        | 12                                        | 12                                        | 79                                        | 3.       | Versenyben maradt |
| 06 | Medina             | Que sera         | 1 392 450  | 12                                        | 12                                        | 12                                        | 12                                        | 8                                         | 8                                         | 10                                        | 8                                         | 82                                        | 2.       | Továbbjutott      |

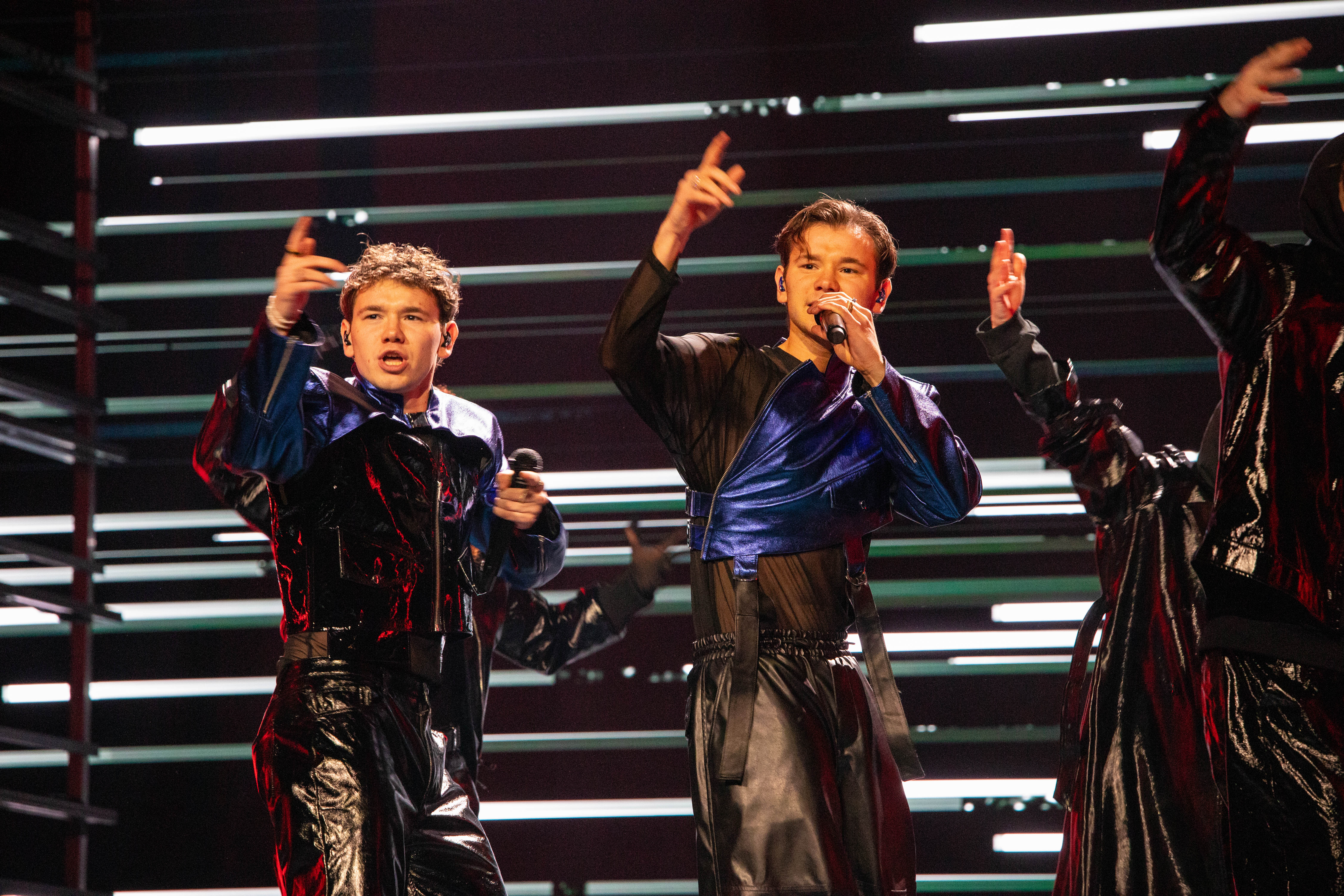
Marcus & Martinus
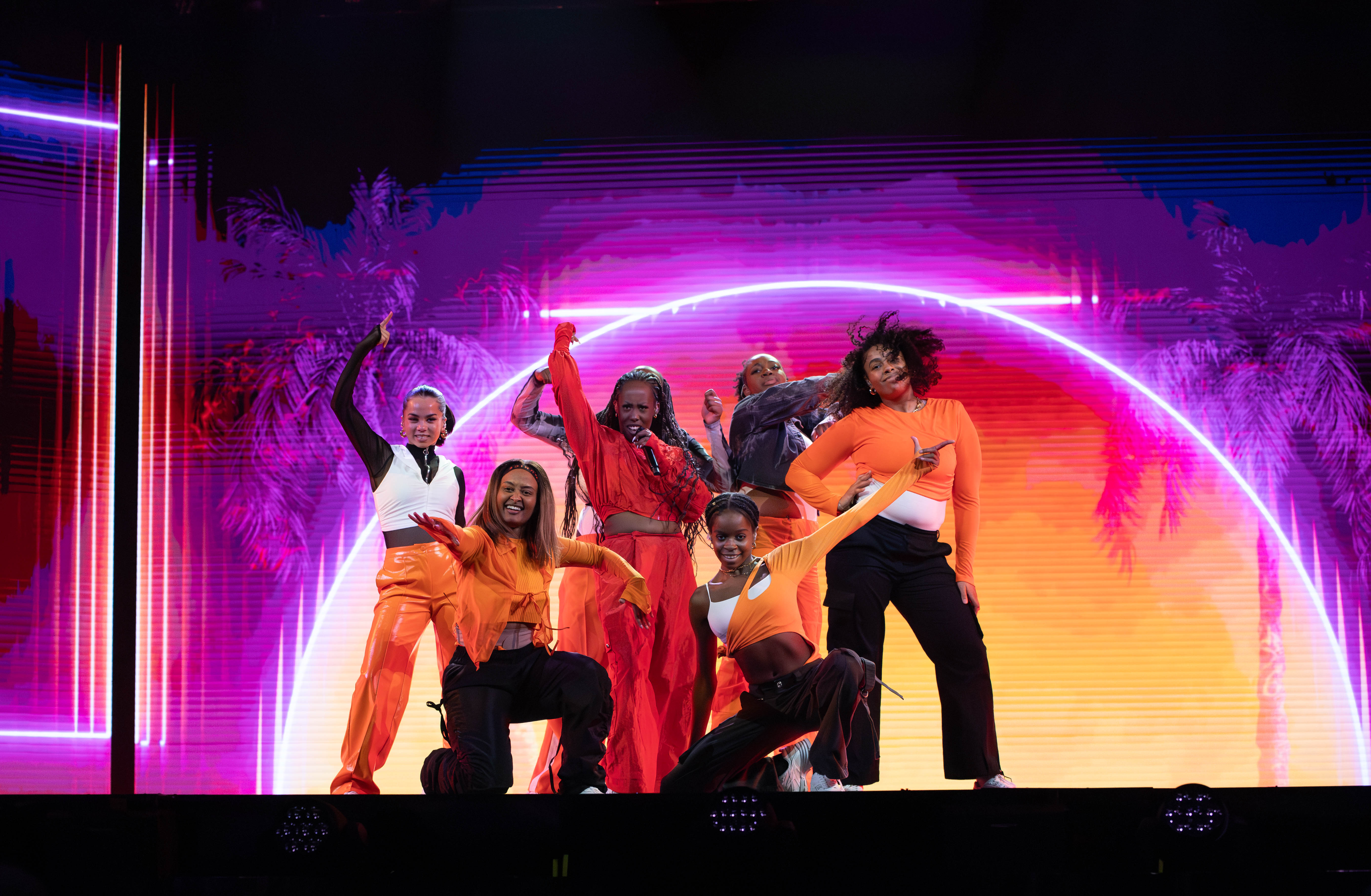
Chelsea Muco
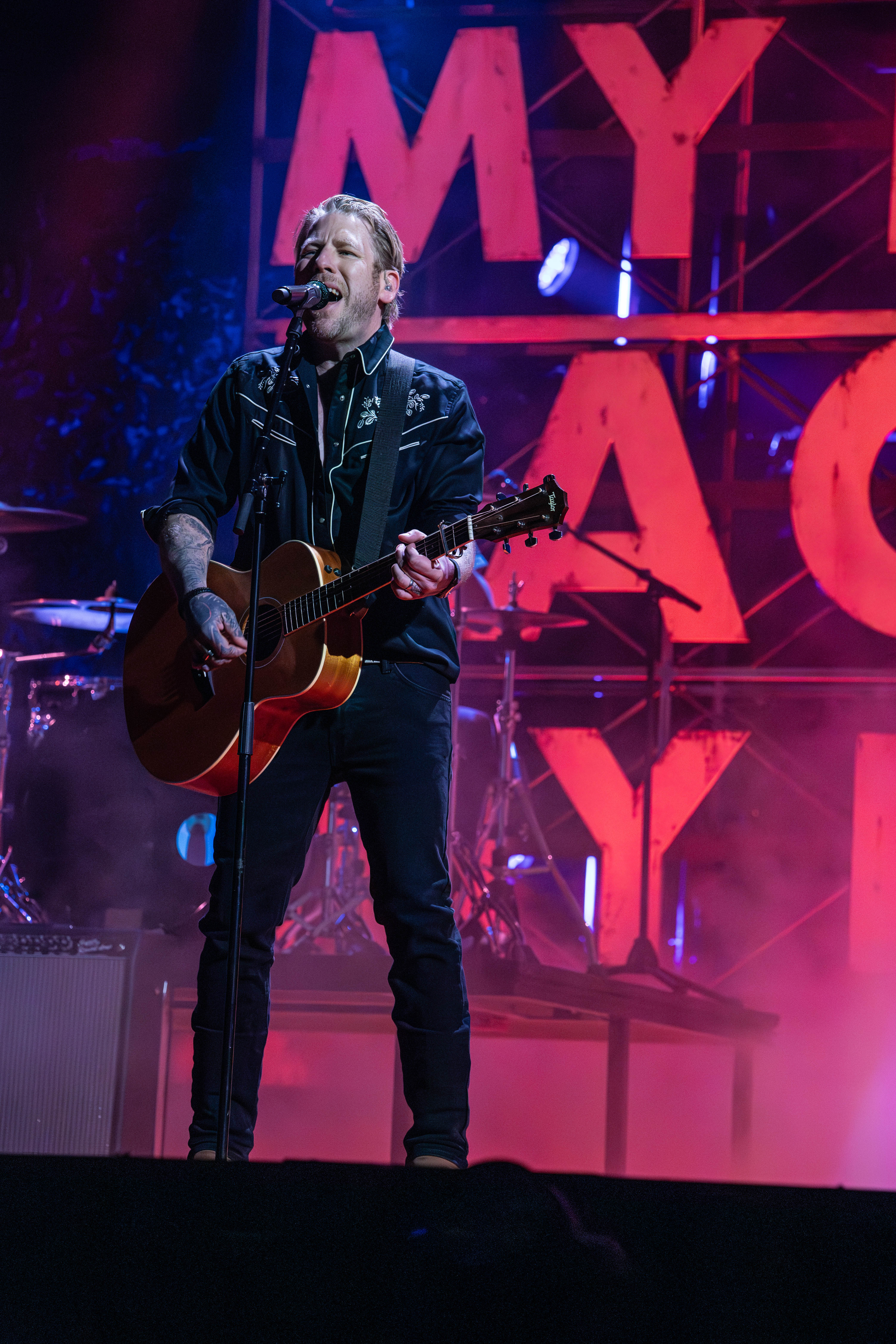
Jay Smith
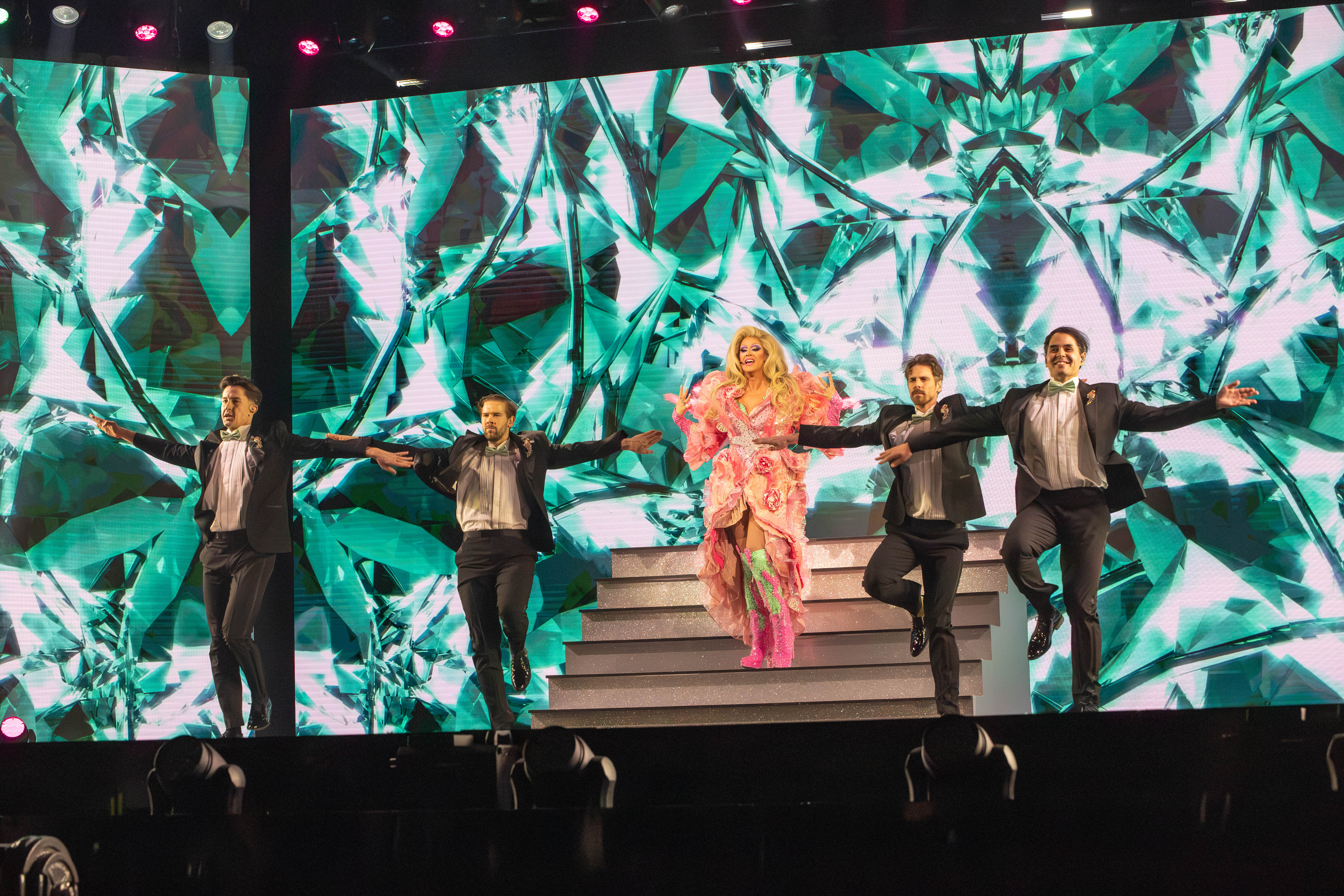
Elecktra
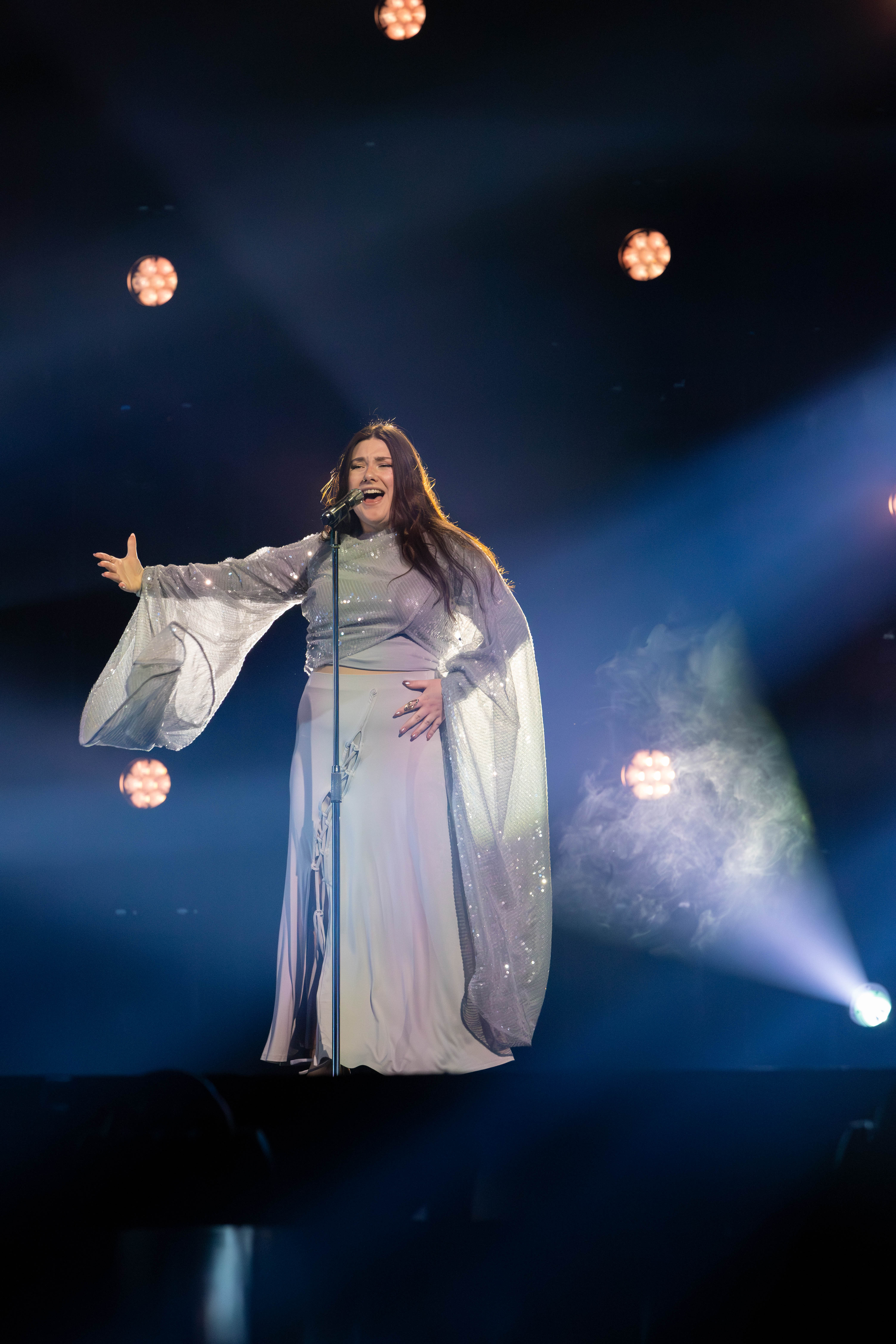
Annika Wickihalder
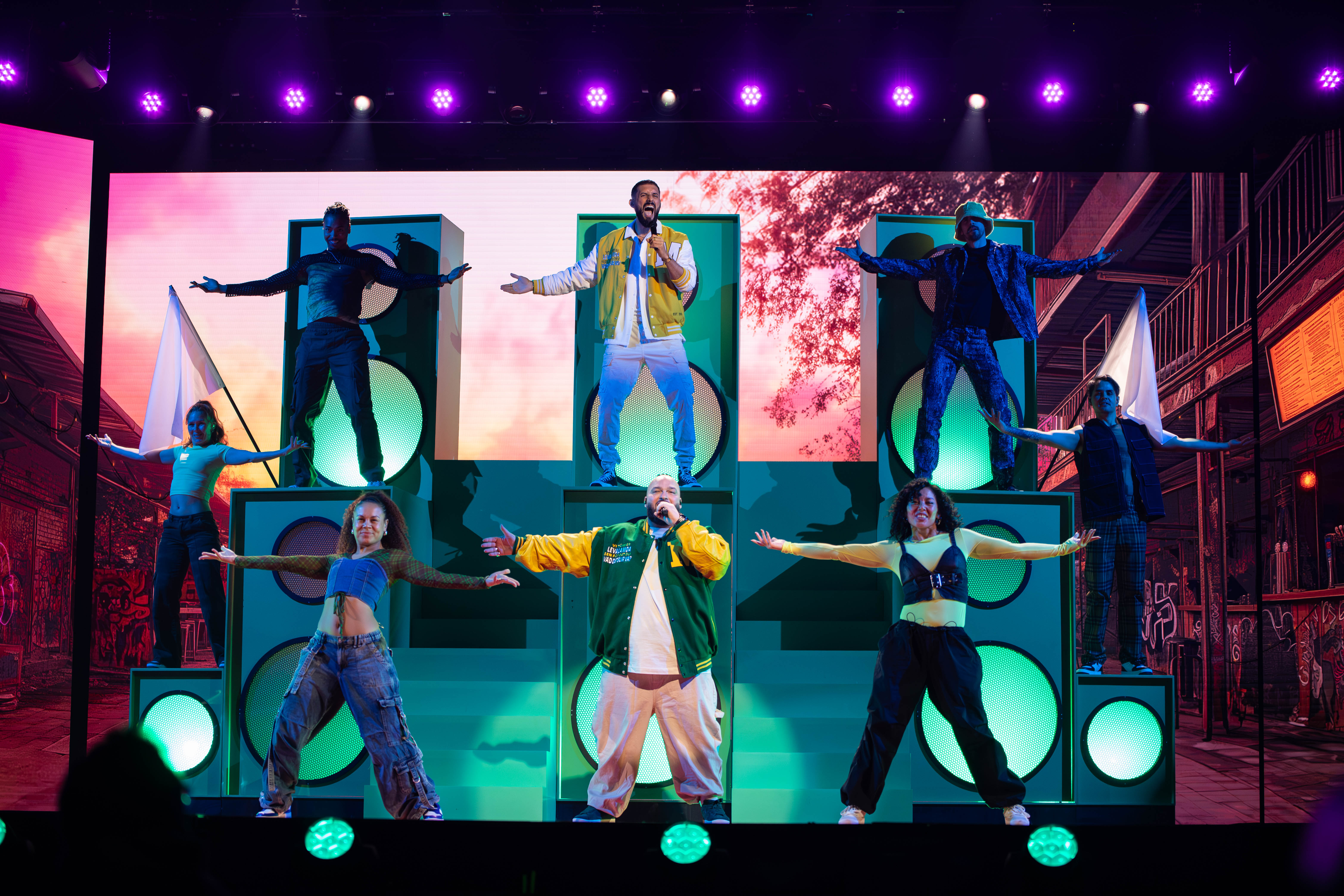
Medina

#### Vigaszágas szavazás
Az ötödik elődöntő eredményhirdetését követően indult el a szavazás a döntőbe még be nem jutott, de versenyben maradt tíz dalra, melyek közül további kettő csatlakozott a finálé mezőnyéhez.
| #  | Előadó             | Dal                           | Elődöntős szavazás | Elődöntős szavazás | Vigaszágas szavazás | Vigaszágas szavazás | Összesen | Helyezés | Eredmény     |
| #  | Előadó             | Dal                           | Szavazat           | Pontszám           | Szavazat            | Pontszám            | Összesen | Helyezés | Eredmény     |
| -- | ------------------ | ----------------------------- | ------------------ | ------------------ | ------------------- | ------------------- | -------- | -------- | ------------ |
| 11 | Elisa Lindström    | Forever Yours                 | 1 099 463          | 84                 | 381 269             | 58                  | 142      | 10.      | Kiesett      |
| 12 | Adam Woods         | Supernatural                  | 1 376 246          | 106                | 545 665             | 83                  | 189      | 6.       | Kiesett      |
| 13 | Dear Sara          | The Silence After You         | 1 718 062          | 103                | 435 793             | 66                  | 169      | 8.       | Kiesett      |
| 14 | Fröken Snusk       | Unga & fria                   | 1 854 861          | 111                | 809 748             | 124                 | 235      | 3.       | Kiesett      |
| 15 | Klaudy             | För dig                       | 1 370 989          | 86                 | 508 044             | 78                  | 164      | 9.       | Kiesett      |
| 16 | Gunilla Persson    | I Won't Shake (La La Gunilla) | 1 616 001          | 101                | 741 004             | 113                 | 214      | 5.       | Kiesett      |
| 17 | Albin Tingwall     | Done Getting Over You         | 1 510 054          | 96                 | 581 259             | 89                  | 185      | 7.       | Kiesett      |
| 18 | Scarlet            | Circus X                      | 1 573 536          | 100                | 796 229             | 122                 | 222      | 4.       | Kiesett      |
| 19 | Annika Wickihalder | Light                         | 1 810 080          | 107                | 906 864             | 138                 | 245      | 1.       | Továbbjutott |
| 20 | Jay Smith          | Back to My Roots              | 1 796 427          | 106                | 845 182             | 129                 | 235      | 2.       | Továbbjutott |

### Döntő
A döntőt március 9-én rendezte az SVT tizenkettő előadó részvételével Stockholmban, a Friends Arenában. A végeredményt a nézők és a nemzetközi, szakmai zsűrik szavazatai alakították ki. Első körben a zsűrik szavaztak az alábbi módon: az első helyezett 12 pontot kapott, a második 10-et, a harmadik 8-at, a negyedik 7-et, az ötödik 6-ot, a hatodik 5-öt, a hetedik 4-et, a nyolcadik 3-at, a kilencedik 2-t és a tizedik 1 pontot. Ehhez adódtak hozzá a közönségszavazás pontjai és így alakult ki a végső sorrend.
| #  | Előadó             | Dal                                | Pontszám | Pontszám | Pontszám | Helyezés |
| #  | Előadó             | Dal                                | Zsűri    | Nézők    | Összesen | Helyezés |
| -- | ------------------ | ---------------------------------- | -------- | -------- | -------- | -------- |
| 01 | Maria Sur          | When I'm Gone                      | 37       | 35       | 72       | 7.       |
| 02 | Jay Smith          | Back to My Roots                   | 20       | 26       | 46       | 10.      |
| 03 | Lisa Ajax          | Awful Liar                         | 26       | 11       | 37       | 11.      |
| 04 | Smash Into Pieces  | Heroes Are Calling                 | 31       | 59       | 90       | 3.       |
| 05 | Cazzi Opeia        | Give My Heart a Break              | 46       | 41       | 87       | 4.       |
| 06 | Annika Wickihalder | Light                              | 38       | 25       | 63       | 8.       |
| 07 | Marcus & Martinus  | Unforgettable                      | 85       | 92       | 177      | 1.       |
| 08 | Dotter             | It's Not Easy to Write a Love Song | 26       | 8        | 34       | 12.      |
| 09 | Medina             | Que sera                           | 43       | 61       | 104      | 2.       |
| 10 | Liamoo             | Dragon                             | 38       | 45       | 83       | 5.       |
| 11 | Jacqline           | Effortless                         | 40       | 21       | 61       | 9.       |
| 12 | Danny Saucedo      | Happy That You Found Me            | 34       | 40       | 74       | 6.       |

Ponttáblázat
| Dal                                         | Zsűri   | Zsűri    | Zsűri | Zsűri   | Zsűri      | Zsűri  | Zsűri       | Zsűri  | Zsűri | Nézők     | Nézők | Nézők | Nézők | Nézők | Nézők | Nézők | Nézők | Nézők   | Nézők | Σ   |
| Dal                                         | Belgium | Írország | Málta | Szerbia | Ausztrália | Izland | Németország | Ciprus | Össz. | Szavazat  | 3–9   | 10–15 | 16–29 | 30–44 | 45–59 | 60–74 | 75+   | Telefon | Össz. | Σ   |
| ------------------------------------------- | ------- | -------- | ----- | ------- | ---------- | ------ | ----------- | ------ | ----- | --------- | ----- | ----- | ----- | ----- | ----- | ----- | ----- | ------- | ----- | --- |
| When I'm Gone (Maria Sur)                   | 4       | 1        | 4     | 8       | 10         |        | 7           | 3      | 37    | 2 239 255 | 6     | 8     | 7     | 4     | 1     |       | 8     | 1       | 35    | 72  |
| Back to My Roots (Jay Smith)                | 5       | 8        |       | 4       |            | 1      | 1           | 1      | 20    | 1 997 809 | 3     |       | 6     | 5     | 3     | 4     |       | 5       | 26    | 46  |
| Awful Liar (Lisa Ajax)                      | 2       |          |       | 6       | 3          | 4      | 3           | 8      | 26    | 1 754 949 | 4     | 5     | 2     |       |       |       |       |         | 11    | 37  |
| Heroes Are Calling (Smash Into Pieces)      | 6       | 7        | 5     | 2       | 1          |        | 5           | 5      | 31    | 2 688 509 | 10    | 6     | 5     | 12    | 10    | 6     | 2     | 8       | 59    | 90  |
| Give My Heart a Break (Cazzi Opeia)         | 12      | 3        | 6     | 7       | 7          | 7      |             | 4      | 46    | 2 042 843 | 5     | 2     |       | 7     | 6     | 10    | 5     | 6       | 41    | 87  |
| Light (Annika Wickihalder)                  |         | 3        | 10    | 10      |            | 6      | 8           |        | 38    | 1 852 595 |       | 1     | 4     | 1     | 2     | 7     | 6     | 4       | 25    | 63  |
| Unforgettable (Marcus & Martinus)           | 8       | 5        | 12    | 12      | 12         | 12     | 12          | 12     | 85    | 3 186 801 | 12    | 12    | 12    | 8     | 12    | 12    | 12    | 12      | 92    | 177 |
| It's Not Easy to Write a Love Song (Dotter) | 3       | 2        | 2     |         | 8          | 3      | 6           | 2      | 26    | 1 633 089 | 2     | 4     |       |       |       | 1     | 1     |         | 8     | 34  |
| Que sera (Medina)                           | 10      | 12       | 8     | 5       | 4          | 2      | 2           |        | 43    | 2 894 693 | 8     | 10    | 10    | 10    | 7     | 2     | 7     | 7       | 61    | 104 |
| Dragon (Liamoo)                             | 1       | 6        | 7     | 3       | 2          | 5      | 4           | 10     | 38    | 2 486 029 | 7     | 7     | 8     | 6     | 5     | 5     | 4     | 3       | 45    | 83  |
| Effortless (Jacqline)                       | 7       |          | 1     |         | 6          | 10     | 10          | 6      | 40    | 1 930 548 |       | 3     | 3     | 3     | 4     | 3     | 3     | 2       | 21    | 61  |
| Happy That You Found Me (Danny Saucedo)     |         | 10       | 3     | 1       | 5          | 8      |             | 7      | 34    | 1 890 517 | 1     |       | 1     | 2     | 8     | 8     | 10    | 10      | 40    | 74  |

## Nézettség
| Forduló           | Sugárzás          | Sugárzás      | Nézettség (fő) | Szavazók száma (fő) | Radiohjälpen-segély (korona) | Forrás |
| Forduló           | Dátum             | Idősáv        | Nézettség (fő) | Szavazók száma (fő) | Radiohjälpen-segély (korona) | Forrás |
| ----------------- | ----------------- | ------------- | -------------- | ------------------- | ---------------------------- | ------ |
| Első elődöntő     | 2024. február 3.  | szombat 20:00 | 3 221 292      | 460 794             | 230 704                      |        |
| Második elődöntő  | 2024. február 10. | szombat 20:00 | 3 281 130      | 589 162             | 418 604                      |        |
| Harmadik elődöntő | 2024. február 17. | szombat 20:00 | 3 189 123      | 567 234             | 413 375                      |        |
| Negyedik elődöntő | 2024. február 24. | szombat 20:00 | 3 167 182      | 555 108             | 362 157                      |        |
| Ötödik elődöntő   | 2024. március 2.  | szombat 20:00 | 3 061 813      | 597 243             | 961 551                      |        |
| Döntő             | 2024. március 9.  | szombat 20:00 | 3 411 627      | 1 028 327           | 1 949 008                    |        |

## Külső hivatkozások
- A Melodifestivalen weboldala (svédül)